# Толедський собор
Толедський собор, або Толедський катедральний собор Святої Марії (ісп. Catedral Primada Santa María de Toledo) — католицький собор у Толедо, Іспанія. Катедра Толедської архідіоцезії. Один із трьох соборів-шедеврів високої готики 13-го ст. у Іспанії готичного стилю в Іспанії. Його будівництво почалося 1226 року за правління Фердинанда III і останні зміни у готичному стилі були здійснені 1493 року, коли були завершені склепіння центральної нави за часів Католицьких королів. Прикладом для форми собору слугував Бурзький собор, але його п'ятинавний поземний план є наслідком наміру будівників накрити собором всю священну територію колишньої міської мечеті, а колишній sahn — клуатром. Він також поєднує деякі характеристики стилю Мудехар, переважно у клуатрі, з багатолопастними арками у трифорії. Одними з його видатних аспектів є чудове використання світла та структурні досягнення склепінь амбулаторія. Собор збудований з вапняку з кар'єру в Оліхуелас поблизу Толедо.
Його популярна назва Dives Toletana (тобто Багата толедка латиною).

## Історія

### Заснування

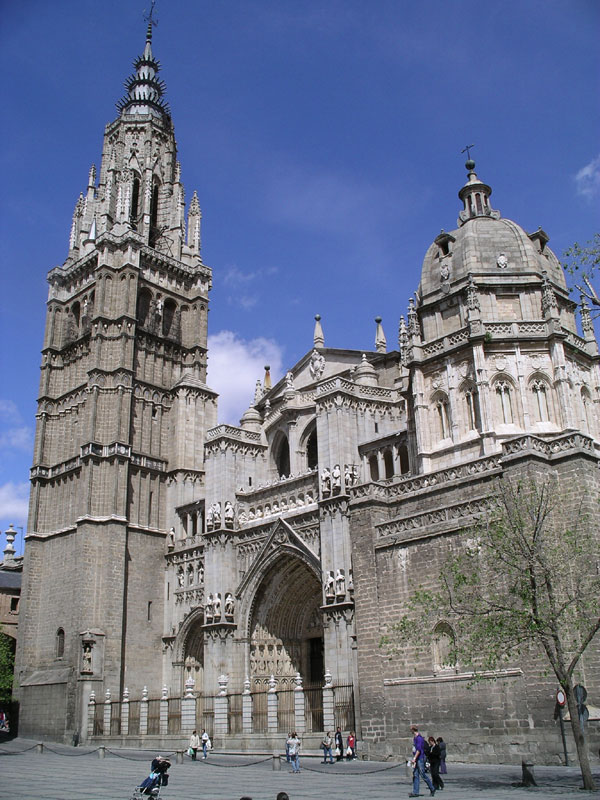
Головний фасад, вид з площі дель Аюнтам'єнто.

За усними оповідями на місці собору існувала церква у часи першого архієпископа Євгена (Св. Євгена Толедського). Ця церква була вдруге освячена 587 року після певної реконструкції, про що зазначено у написі 16-го сторіччя, який зберігся у клуатрі:
В ім'я Господа церква Святої Марії була освячена як католицька, в перший день квітневих ід, у радісний перший рік правління нашого найславетнішого короля Флавіуса Реккареда, ера 625 [13 квітня 587 р.]
Місто було місцем єпископського престолу вестготської Іспанії. Численні Толедські собори свідчать про його важливе церковне минуле. Також тут відбулося зречення аріанства Реккаредом I. Мусульманське вторгнення не знищило християнську присутність у місті негайно і єпископство залишалось у церкві Святої Марії Алфіценської.
Вестготська церква була зруйнована і на її місці було зведено головну мечеть міста Толедо. Деякі дослідники вказують, що молитовний зал мечеті за планом збігається з п'ятьма навами сучасного собору; sahn збігався би з частиною поточного клуатру і каплицею Св. Петра, а мінарет — з дзвіницею. На основі археологічних даних можливо виявити ісламську колону всередині каплиці Св. Лючії; мармурові статуї, які прикрашають зовнішню сторону хорів є переробленими старими мусульманськими конструкціями, а переплетені арки халіфатського стилю у трифоріуму головної каплиці та амбулаторії збігаються з мусульманською будівельною традицією з міста Кордова.

### Собор Альфонсо VI

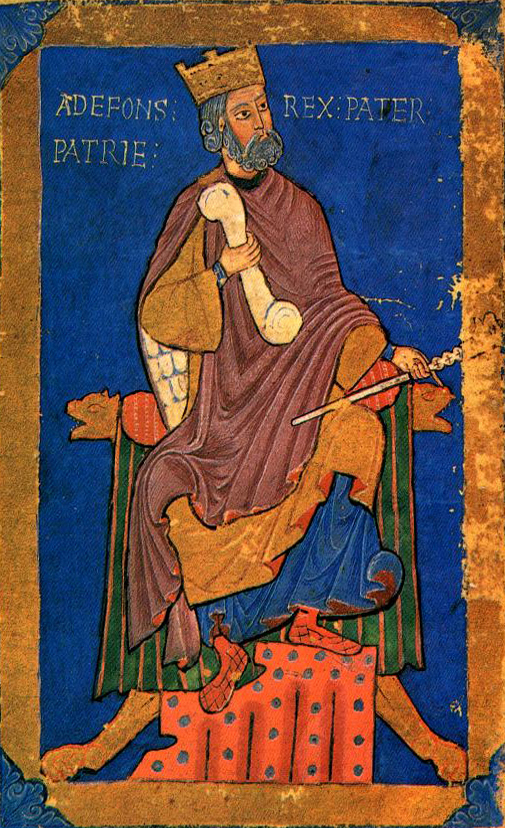
Альфонсо VI.

У мусульман Толедо було відвойовано королем Леону та Кастилії Альфонсо VI 1085 року. Однією з умов капітуляції мусульман щодо безкровної здачі міста була обіцянка короля зберегти та поважати їх інститути вищого навчання, традиції та релігію мусульманського населення, яке співіснувало з більшим мозарабським населенням, і збереження мечеті було частиною цього компромісу.
Невдовзі потому король полишив місто у державних справах та лишив його на дружину Констанцію та абата монастиря Саагун, Бернарда з Седірака (або Бернарда з Клуні), який був підвищений до статусу архієпископа Толедо. Ці двоє, користуючись відсутністю короля здійснили те, що за описом священника Маріана у його «Загальній історії Іспанії», майже спричинило мусульманське повстання та наступне руйнування щойно завойованого міста. 25 жовтня 1087 року архієпископ та королева Констанція направили озброєне військо для силового захоплення мечеті. Вони встановили тимчасовий вівтар та підвісили дзвін на мінареті. Маріана писав, що король Альфонсо VI був настільки роздратований цими подіями, що ні архієпископ, ні королева не змогли вмовити його не страчати всіх активних учасників захоплення. За легендою мир допомогла відновити лише місцева мусульманська громада, чий головним перемовник, факіг Абу Валід попросив короля проявити милосердя, а мешканців міста — сприйняти християнську узурпацію як законну. На вдячність за це жест, капітула собору присвятила подяку Валіду та наказала поставити його статую на одному зі стовпів у головній каплиці, таким чином увічнивши пам'ять про нього. Так перетворення мечеті у собор було зафіксовано.
Не збереглися ні будівельні плани колишньої мечеті, ні відомості про її зовнішній вигляд, але з урахуванням збережений залишків мечетей у інших містах Іспанії (в Севільї, Хаені, Гранаді, Малазі, включно з Мескітою у Кордові), припускають, що це була будівля з колонами, з аркадою у формі підкови, наслідуючи ранніші давньоримські та вестготські споруди. Можливо вона була дуже схожа на церкву Спасителя у Толедо, яка раніше була мечеттю.

Король Альфонсо VI дав церкві важливі подарунки. 18 грудня 1086 року собор був присвячений Діві Марії і йому були подаровані вілли, селища, млини та 1/3 доходів всіх інших церков міста. Першим збереженим королівським привілеєм є відображений у молитві латиною, що починається:
Ego Disponente Deo Adefonsus, Esperie imperator, condeco sedi metropolitane, scilicet, Sancte Marie urbis Toletane honorem integrum ut decent abere pontificalem sedem secundum quod preteritis fuit constitutum a sanctis patribus...
 У перекладі: 
Я, Альфонсо, імператор всієї Іспанії милістю Божою, порадився з єпископами, що я збережу папську честь собору Святої Марії у Толедо, який раніше був місцем престолу, так, як вона була встановлена Святими Отцями...
Папа Урбан II визнав цю церкву головним собором над всіма іншими церквами королівства 1088 року. Мечеть-собор залишилась без змін до XIII ст., коли 1222 року папська булла погодила будівництво нового собору, яке почалося 1224/1225 р. Офіційна церемонія закладення наріжного каменю відбулася 1226/1227 р. у присутності короля Фердинанда III. У XIII ст. дохід собору був більший ранішим включенням Алькала-де-Енарес у його архієпископальні території 1129 року.

### Собор архієпископа Хіменеса де Рада
Сучасний план собору походить з XIII ст., коли Родріго Хіменес де Рада був архієпископом Толедо за правління молодого Фердинанда III Кастильського. Початок роботи над собором було затримано до моменту, коли король міг бути присутнім на офіційній церемонії закладення наріжного каменя (1227 р.). Хіменес де Рада був обраний єпископом Толедо 1209 року і з того року захищав першість Толедського єпископського престолу перед владою Папи. Він хотів збудувати величний собор, достойний міста. На час його вступу на посаду, мечеть-собор був великою будівлею, але низькою, тому всередині було шумно; споруда не мала витонченості та висоти схожих за важливістю релігійних будівель того часу. Він також був старим, деякі секції були зруйновані його попередником, і де Рада витрачав багато зусиль на підтримання існування споруди у надії дочекатися заміни її на нову. Хіменес де Рада хотів збудувати новий собор у модному на той час готичному стилі. Він настільки був залучений у створення нового собору, що виникла хибна думка, що він був його архітектором.

## Будівля та будівництво
На споруду собору сильно вплинув французький готичний стиль XIII ст., але вона була адаптована на іспанський смак. Розміри собору — 120 метрів у довжину, 59 метрів у ширину та 44,5 метрів у висоту. Він складається з 5 нав з трансептом та подвійним деамбулаторієм. Зовнішні нави є незвичними, тому що трохи ширші за внутрішні. Найстарішою частиною будівлі є вівтарна, яка зберігає у своїй архітектурі початкові трифорії, що колись розташовувались по довжині навів та були усунені звідти в одній з численних перебудов собору у готичному періоді та замінені на великі вітражі. Вцілілі у вівтарі трифорії мають мудехарський вплив. Найнижча частина утворена загостреними арками, які спираються на парні колони, а верхня частина створена перехресними арками, які буди типові для стилю мудехар. Не збереглися відомості, чи цей стиль мудехар був присутній у мечеті-попереднику і був скопійований на згадку або він був доданий при одному з доопрацювань собору.
У вівтарній частині є подвійний деамбулаторій, який було таким зроблено, щоб відповідати поземному плану п'яти нав і продовжувати їх. Каплиці довкола деамбулаторію у плані чергуються між більшими квадратними та меншими трикутними. Цей метод поділу вівтарної частини зустрічається у французьких соборах Парижу, Бурже та Ле-Ман. Останній на вигляд найбільш схожий, хоча всі три стрункіші на вигляд. Різноманітні перебудови змінили вигляд деяких каплиць, наприклад три каплиці були замінені однією.
Склепіння нав є чотиригранним за винятком склепіння трансепту та вівтаря, які підсилені т'єрсеронами.

### Майстри-будівельники та їх патрони

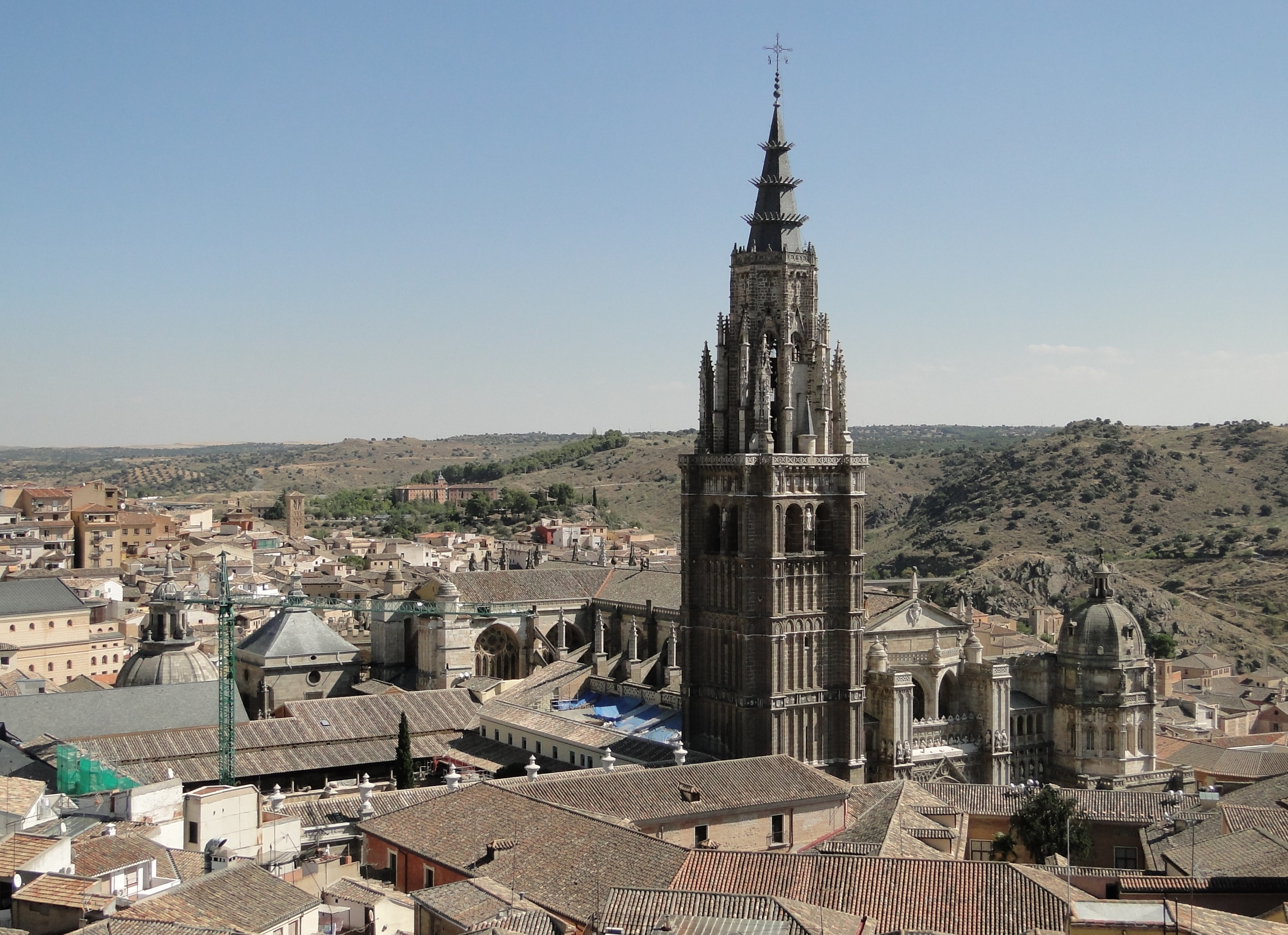
Вид на собор від церкви Сан Ілделфонсо

Протягом століть вважалось, що першим майстром-архітектором собору був Петрус Петрі (ісп. Pedro Pérez), що засновувалось на єдиній вцілій ознаці авторства — легенді, вирізьбленій вульгарною латиною, яка ще видима на могильній плиті:
у перекладі: Петрус Петрі, що помер 1291 року, майстер церкви Святої Марії у Толедо, чия слава поширювалась його добрими прикладами та звичками, який збудував цю церкву та спочиває тут, бо з огляду на чудову будівлю, яку він створив, він не відчує гніву Божого.
Але дата початку будівництва собору не збігається з віком Петруса Петрі, який тоді був би занадто молодим, щоб бути архітектором собору
Але всередині 20-го ст. єпископ Сьюдад-Реаля уважно дослідив це питання та віднайшов ряд документів, які продемонстрували, що до Петруса Петрі існував перший Майстер Мартін, одружений з Марією Гомес та точно французького походження, якого запросив Хіменес де Рада. Один з документів, датований 1227 роком, називає «майстера Мартіна, що працює над Святою Марією у Толедо». Інший документ перелічує дохід, який зібрав собор 1234 року, і має запис про Майстера Мартіна, який працює над собором та винаймає будинок, що належить собору. У пізніших документах з'являються імена Мартіна (каменяря) та Хуана Мартіна (майстра каменярів), які вважаються родичами. Більше документів не з'явилося, тому зараз майстер Мартін вважається першим архітектором собору.
Пізніші дослідження зазначають, що майстер Мартін спроєктував каплиці деамбулаторію і після його або смерті або від'їзду роботу продовжив майстер Петрус, який закінчив два деамбулаторії та збудував трифорії у толедському стилі.
Відомо про існування майстра Родріго Альфонсо наприкінці 14-го ст.; він заклав перший камінь клуатру 1389 року під патронатом архієпископа Педро Теноріо, який помер 10 років потому. Цей архієпископ сприяв створенню багатьох частин собору, наприклад каплиці Святого Власія у клуатрі, відомою своїми чудовими фресками, виконаними майстрами Сієнської школи.
Наступний майстер, про якого є інформація, — Альвар Мартінез (у деяких джерелах — Гонзалез), який наглядав за кількістю видобутку у вапнякових кар'єрах Оліхуелас на кордоні Ольяс дель Рей. Він спроєктував західний фасад собору, будівництво якого почалося 1418 року (зміни 1787 року приховують початковий вигляд фасаду), та єдину вежу собору. Вежа була збудована за правління архієпископа Хуана Мартінеза де Контрерас, чий герб прикрашає фриз, що віншує її першу секцію. Завершена вежа була іншим майстром-скульптором, фламандцем Ханекіном де Брюселас, який прикрасив її гербом наступного архієпископа Хуана де Церезуела. З Ханекіном працювали інші майстри — Егас Куеман, Енріке Егас та Хуан Гуас, які працювали над фасадами, каплицями тощо. Закриття склепінь над центральною навою спереду собору відбулося 1493 року під керівництвом Хуана Гуаса та Енріке Егаса та під патронатом кардинала Мендози.

### Великі покровителі XVI ст.: праці та митці

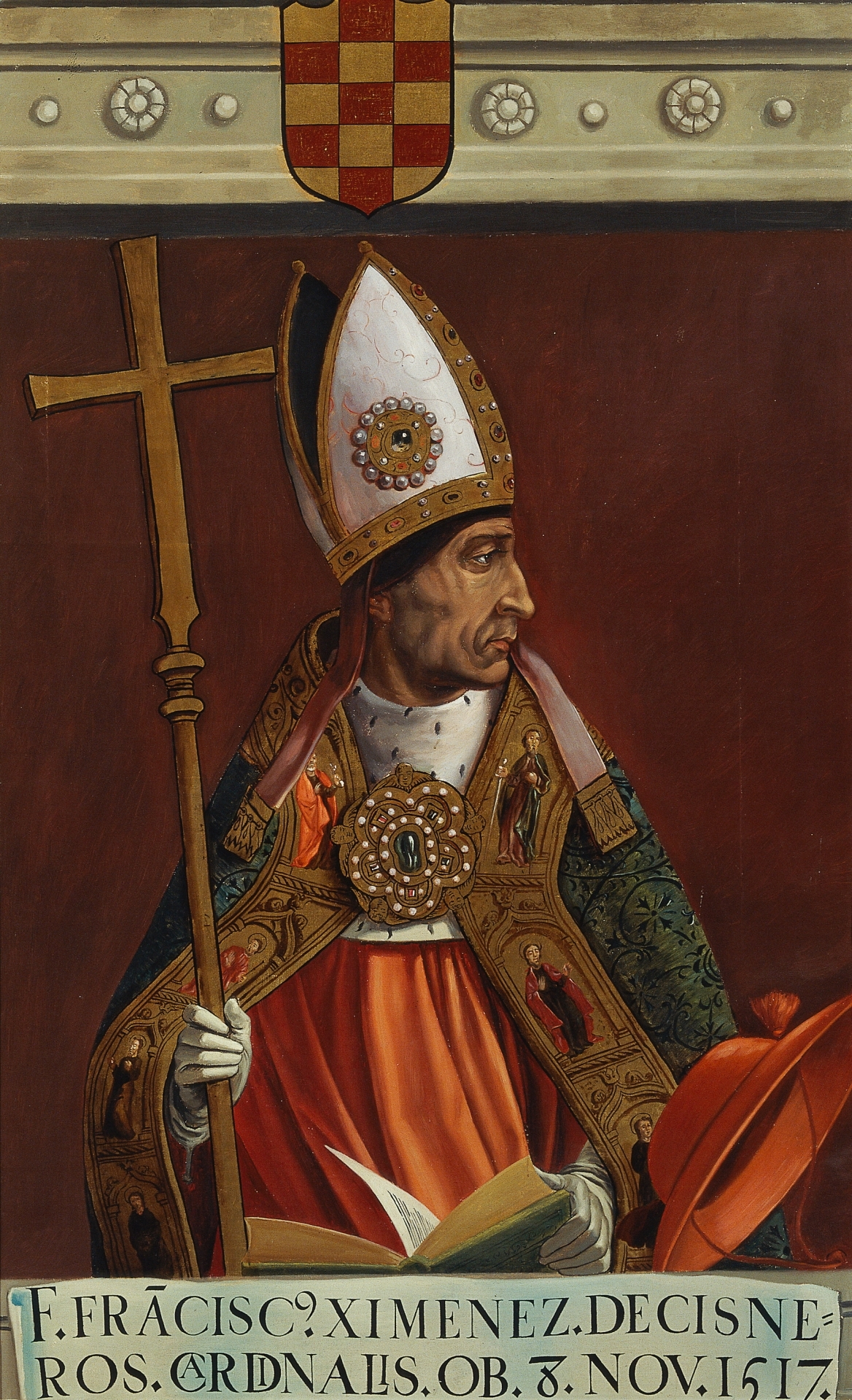
Кардинал Хіменес де Ціснерос

У XVI-XVIII сторіччях відбувалися численні модифікації собору у нових стилях — додавали портали, каплиці, скульптури та картини. XVI сторіччя було золотою добою Толедо, який почали іменувати Імперським містом. За відсутності у місті короля, ним управляли архієпископи-губернатори. У першій декаді сторіччя кенотаф кардинала Мендози був збудований у стилі Відродження; його створення приписують групі майстрів під керівництвом Доменіко Фанчеллі, або, на думку інших, Андреа Сансовіно.
Кардинал Ціснерос обіймав посаду 22 роки; під його впливом та патронатом були створені важливі елементи собору такими майстрами, як Хуан Франсес (реха (ісп. reja), або кований екран, мозарабської каплиці), Енріке Егас, Хуан де Боргонья (картини у мозарабській каплиці) та грандмайстер Педро де Гуміель. Ціснерос також замовив створення вражаючого головного вівтаря (праці Дієго Копіна де Холанда), високої аркади для каноніків і бібліотеки. Його наступником був Гільєрмо де Крой, начальник іспанської скарбниці (contador mayor), який ніколи не перебував у Толедо. Альфонсо де Фонсека і Ачеведо (який був архієпископом Сантьяго-де-Компостела) сприяв будівництву каплиці Нових Королів за проєктом архітектора Алонсо де Коваррубіаса (картини Маріано Сальвадора Маелья додали у 18-му ст.).
Вершини толедське Відродження досягло при владі єпископа Хуана Тавера, за якої були збудовані хори роботи Алонсо Берругетте і Феліпе Вігарні, внутрішні фасади трансепта, каплиця Святого Івана (або скарбниця) та інші фасади та прикраси. За правління архієпископа Хуана Мартінеса Сілісео головна каплиця собору була прикрашена кованим екраном роботи Франсіско де Вільялпандо.
Кардинал Гаспар де Квірога замовив архітектурний комплекс каплиці Кущей, Релікварію та двору і будинку скарбника. Плани цих споруд були створені грандмайстром Ніколасом де Вергара ель Мозо. Для їх будівництва був знесений Королівський шпиталь. Саме будівництво було виконано під наглядом кардинала Бернардо де Сандовала і Рохас та архітектора Ніколаса де Вергара у XVII ст.

## Зовнішній вигляд собору

### Головний фасад та великі портали

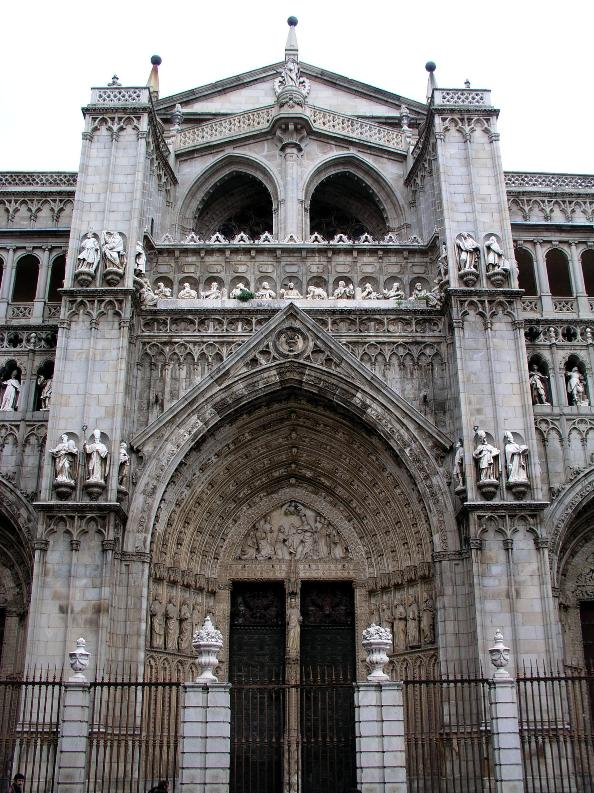
Портал прощення

Головний фасад виходить на неправильну площу, на якій також розташовані міська ратуша та палац архієпископа. Зліва від нього — дзвіниця, а справа — висока мозарабська каплиця на місці, де мала бути збудована друга вежа.
Зліва від головного фасаду височіє єдина вежа собору. Купол справа належить мозарабській каплиці, яка була замовлена кардиналом Сіснеросом. Вежа складається з двох частин та шпиля. Нижню частину, квадратну у перетині, спроєктував Альвар Мартінес; верхню, восьмикутну частину, — Ханекіно де Буселас.
Головний фасад має три портали, відомі як, відповідно, портал Прощення (Puerta del Perdón, по центру), портал Страшного суду (Puerta del Juicio Final, справа) та портал Пекла (Puerta del Infierno, зліва). Будівництво порталу Прощення було розпочато під керівництвом Альвара Мартінеса 1418 року. Він отримав цю назву тому, що індульгенції дарувались тим, хто проходив крізь нього. Зараз він майже завжди замкнений та відкривається лише за особливих обставин, у тому числі при призначенні нових архієпископів. Він має одну велику арку з шістьма готичними архівольтами. Орнамент складається типовою готичною іконографією, з фігурою Спасителя у біфорії та апостолами у одвірках. У тимпані Діва Марія дає казулу святому Ілдефонсусу, що є особливим саме для цього собору і повторюється всередині каплиць та на картинах. Створки дверей мають більше 5 метрів у висоту та покрити орнаментованими бронзовими плитами, які датуються XIV ст.
Портал Страшного суду є найстарішим з трьох та його орнамент, відповідно, присвячений сценам Страшного суду.
У контрасті до назви, портал Пекла не містить орнаментів з фігурами, а лише декорований квітами. Він також знаний як портал вежі або Пальмовий портал, оскільки через нього входила процесія з пальмами на Пальмову неділю.

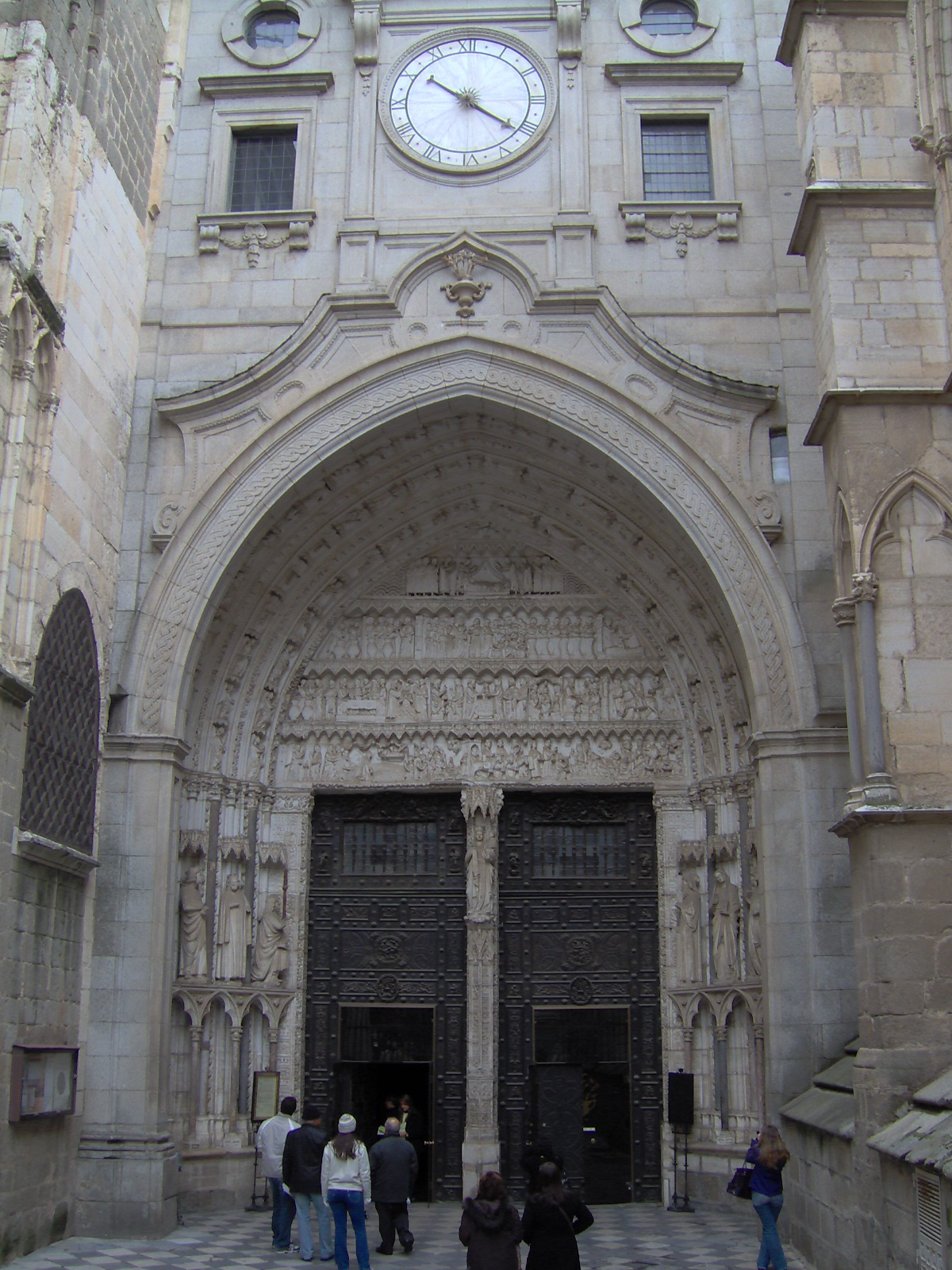
Портал Годинника

Фасад був модифікований 1787 року архітектором Євгеном Дуранго і скульптором Маріано Сальват'єрра за наказом кардинала Лоренцана. Ця робота була необхідна через руйнування початкового каменя.

#### Портал Годинника
Портал Годинника (Puerta del reloj) є найстарішим з порталів собору, робота над яким почалася у 14-му ст. Він розташований на фасаді північної сторони. Він також відомий під назвами:
- Ярмарковий портал, оскільки він відкривався на вулицю, де проводили ярмарок.
- портал Шапіненія (чоботаря), оскільки виходить на вулицю з такою назвою, де колись виробляли та продавали трескури.
- портал Монархів, з огляду на іконографію його скульптури.
- портал Загубленого хлопчика, також з огляду на іконографію.

Тимпан порталу поділений на чотири горизонтальні панелі, на яких розташовані сцени з життя Христового: Благовіщення Пресвятої Богородиці, Різдво, Поклоніння Волхвів, Побиття невинних, Втеча до Єгипту, Обрізання Христа, Христос у храмі, Стрітення Господнє, Хрещення Господнє та Весілля в Кані Галілейській. У верхній частині тимпану зображення Успіння Діви Марії. Колона-біфорій прикрашена зображенням Діви Марії з Немовлям. На одвірках зображені королі та святі, всі — роботи скульптора Хуана Алемана, який також працював над порталом Левів.
Над цим порталом є пізніші скульптури Грегоріо Лопеса Дуранго, чиї роботи також є і на головному фасаді, які були додані через руйнування каменю. Центральний простір між колонами над порталами зайнятий годинником, який дав йому цю назву. Вхід до порталу закритий готичним екраном роботи Хуана Франсеса з простими орнаментом з хрестів, невеликим різьбленим фризом, поділеним посередині.
Всередині порталу розташовані численні медальйони; найкращими з них є Благовіщення Діви Марії роботи Ніколаса де Вергара ель Мозо та Архангел Гаврило роботи Хуана Баутісти Васкеса. Він також прикрашений картинами та гербами.
Над порталом розташоване вікно-троянда 13-го ст., яка включає найстаріший вітраж собору.

#### Портал Левів

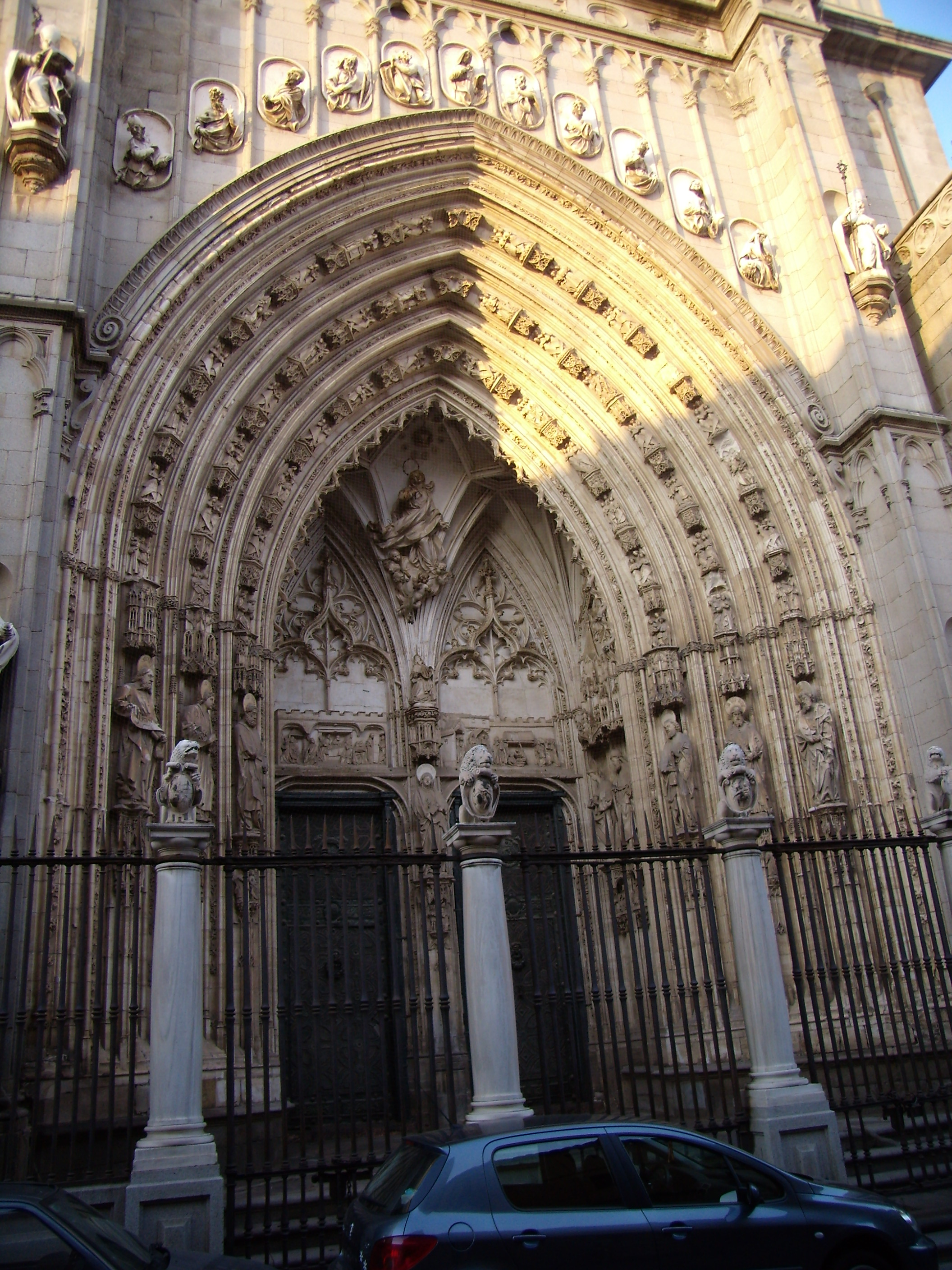
Портал Левів

Будівництво порталу Левів (Puerta de los Leones) тривало у XV-XVI ст. і він ж наймолодшим з великих порталів. Його назва походить від левів, які встановлені на колонах воріт, за якими розташований невеликий вхідний дворик. Інші назви порталу:
Новий портал, оскільки був збудований останнім.
Портал Радості, що є посиланням на Внебовзяття Пресвятої Діви Марії, яке зображено на задній стіні, над архівольтами.
Початок будівництва припав на 1460—1466 рр. за наказом архієпископа Альфонсо Каррілло де Акулья, за проєктом Ханекіна Брюссельського, також відомого як Анекі де Егас Квеман, and Enrique de Egas Cueman, his son,, у співпраці з фламандськими скульпторами Педро та Хуаном Гуасами та архітектором Хуаном Алеманом. Ці митці керували великою майстернею, в якій працювали майстри-каменяри та різьбярі.
Статуї цього порталу є однією з найкращих іспансько-фламандських збірок XV ст., насамперед Діви Марії над колонною-біфорієм та статуї одвірків; херувим та ангели-музики, які супроводжують внебовзяття Діви Марії є тонко виконаними.
Фасад був змінений, як і в інших порталах, Дуранго та Сальват'єрра у прагненні покращити вигляд будівлі.
Бронзове листя на дверях є працею Франсіско де Вільяпандо, який створив шедевр з 35 панелей. Вони захищені від споглядання дерев'яними панелями. Згори розташована велика троянда з поліхромним вітражем.
Інтер'єр порталу відповідає головному фасаду трансепта з його південної сторони, зверху якого розташований маленький балкон з балюстрадою, який відповідає трибуні, де розташований орган Імператора. Ще вище розташована троянда, оточена по периметру вітрилами, прикрашеними розетками.
В нижній частині великого фасаду портал поділений колонною-біфорієм. Над дверима розташований тимпан з вирізьбленими темами з генеалогії Діви Марії, створений тими ж майстрами, що працювали над зовнішньою стороною цього порталу. Над тимпаном розташоване різьблення у стилі платереско з великим медальйоном Коронації Діви Марії по центру роботи Грегоріо Пардо (старшого сина Феліпе Вігарні). По його боках розташовані статуї Давида та Соломона, які приписують Емтебану Хамете.
Зліва та справа цього порталу розташовані дві гробниці; гробниця справа — пуста, вважається, що її підготували для монаха Бартоломе Карранца; гробниця зліва містить поховання каноніка Альфонсо де Рохас, статуя якого у позі молитви є на гробниці.
Бронзовий ісп. реха (reja, кований екран) був створений на століття пізніше великих екранів головної каплиці та хорів та у зовсім іншому стилі, з більшим ухилом у солідність та призначення, ніж орнаментованість попереднього сторіччя. Його автором був Хуан Альварес де Моліна з Убеди (Хаен), який створив його 1647 року.

### Інші портали та фасади собору

#### Наземний портал
Наземний портал виконаний у неокласичному стилі та створений 1800 року. Це єдиний вхід до собору на рівні землі, без сходів, звідки і назва. За традицією, процесії виходили через цей портал.

#### Фасад святої Катерини
Фасад святої Катерини виконаний у пізньоготичному стилі. Його архівольти різьблені рослинними мотивами з листя та гілок. Колонна-імпост має чудове різьблення по боках, з замками та левами. З внутрішнього боку вона поділена на дві секції і верхня секція прикрашена серією статуй з маленькими драпіруваннями.

#### Портал Явлення
Портал Явлення був створений за часів кардинала Тавера; він рясно прикрашений різьбленими мініатюрами гарної якості та білого каменю.

### Вежа

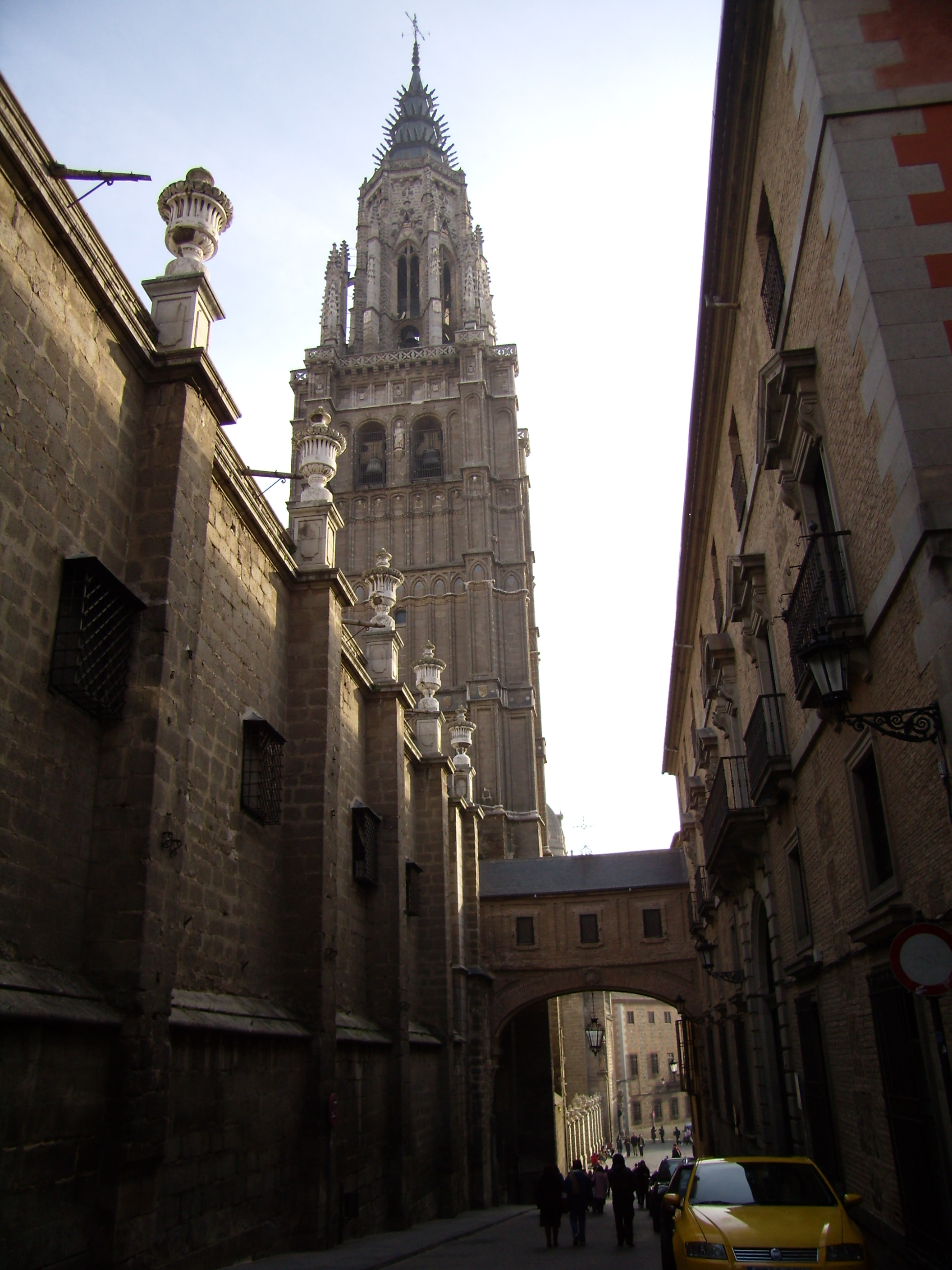
Вежа собору

Спочатку планувалось збудувати дві симетричні вежі по боках західного фасаду, але коли збудували вежу на північному куті, виявилось, що земля під південну вежу нестабільна з огляду на підземну ріку. Але пізніше на цьому місці була збудована мозарабська каплиця.
Вежу переважно збудовано за проєктом Альвара Мартінеза; вона готична за стилем, з певним мудехарським впливом на орнамент та має 92 метри у висоту. Її чотири однакові рівні та п'ятий менший за висотою встановлені на квадратному постаменті, в якому розташована каплиця Скарбниці. Між першим та другим рівнем розташований горизонтальний фриз з чорного мармуру з гербом архієпископа Хуана Мартінеза де Контрераса (правив 1422—1438) з білого мармуру. Майстер Мартінез завершив цю частину роботи 1422 року, але не лишив ні планів, ні малюнків для будівництва гостроконечного даху зі шпилем. Цей верхній рівень з його восьмикутною основою був спроєктував архітектор Ханекін де Брюселас, якого запросили для його завершення разом з групою майстрів, у тому числі Егасом Куеманом, Енріке Егасом та Хуаном Гуасом. Дах з його контрфорсними арками спирається на восьмикутний п'ятий рівень, а на його вершині розташований шпиль з трьома коронами на верхівці, які імітують папську тіару.

## Інтер'єр

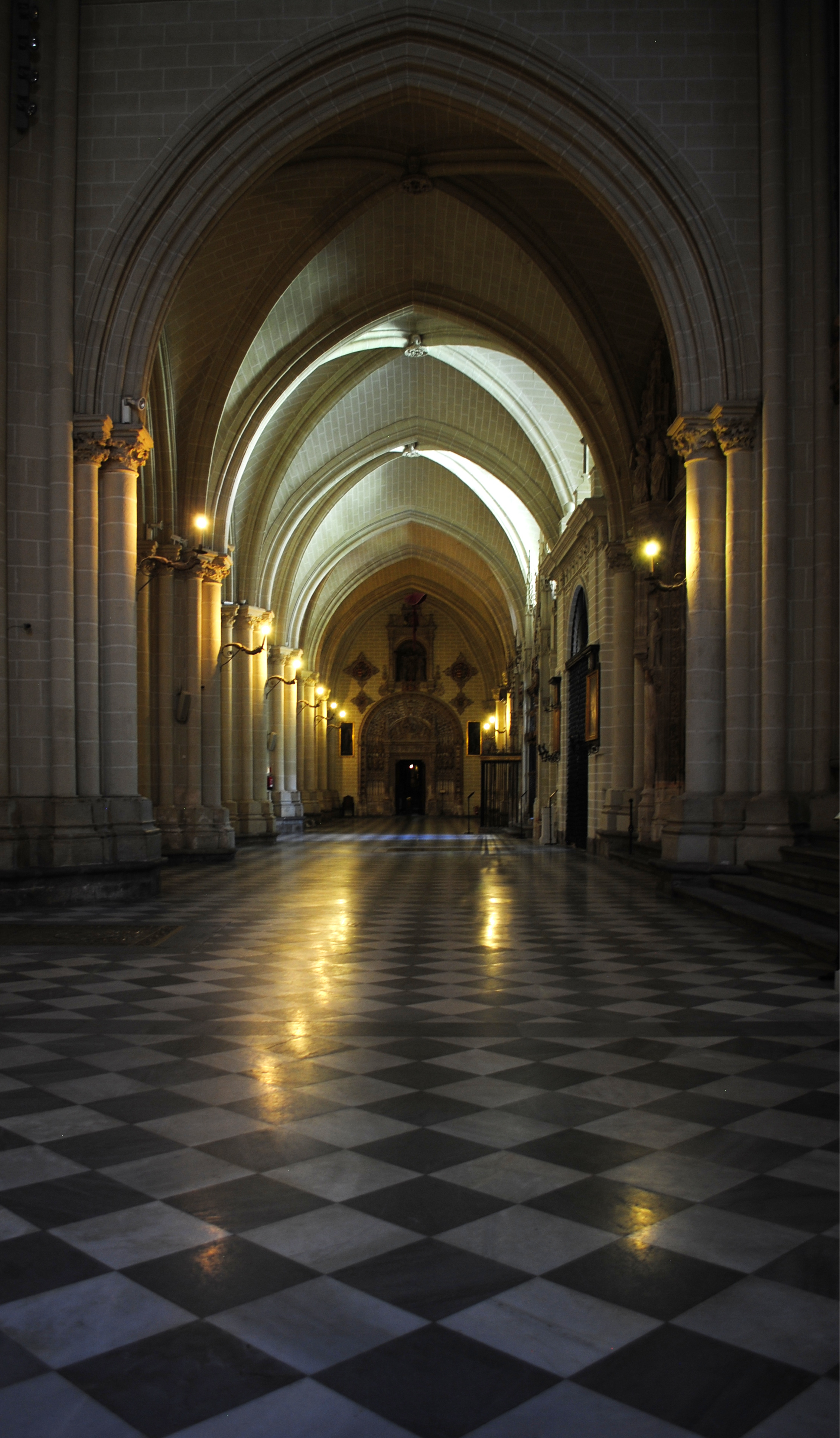
Вид вглиб головної каплиці.

### Головна каплиця

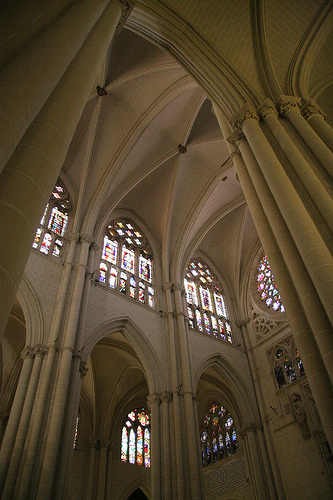
Інтер'єр собору

Головна каплиця собору поєднує різноманіття витворів мистецтва, починаючи зі своєї архітектури. Початково каплиця складалася з двох частин з двома незалежними склепіннями. Полігональне склепіння було над каплицею Старих монархів, а пресбітерій був дуже вузький для такого великого собору. Кардинал Ціснерос наполягав на перебудові цієї частини собору та подолавши спротив капітули, він отримав її згоду на знищення старої каплиці та будівництва нової з ширшим пресбітерієм та достатнім місцем для великого готичного ретабло, яке він замовив.
Колись каплиця була оточена двома величними кам'яними екранами, які виглядали як величезні двері. Євангельська сторона церкви (сторона кафедри) з її екраном була зруйнована, щоб звільнити місце для гробниці кардинала Мендози. Сторона Послання (сторона лектерна) збережена у початковому вигляді і можна бачити, що вона була частиною більшої праці. На думку окремих мистецьких критиків кам'яний екран є найкрасивішою частиною собору. Можливо він був завершений за архієпископа Педро де Луна, чиї поліхромний щит та герб Кастилії та Леона представлені на екрані. Згори екрану є численні статуї, у тому числі скульптурний хор ангелів у польоті. Дві колони, які формують прохід всередину каплиці, були створені для гармонізації з цим різьбленим каменем. На лівій колоні встановлена статуя Мартіна Алхая, знаменитого вівчаря, який за легендою провів короля Кастилії Альфонсо VIII через перевал Деспеньяперрос у битві під Лас-Навас-де-Толоса; на іншій колоні стоїть статуя факіга Абу Валіда, який приніс королю Альфонсо VI послання примирення (дивись цю секцію).
Вся вівтарна частина вкрита різьбленими міфологічними фігурами різних розмірів. Зі сторони кафедри розташовані гробниці Альфонсо VII та Беренгарії з їх статуями, а на стороні лектерна — гробниці Санчо III Жаданого та Санчо IV Хороброго. Зображення монархів різьблені по дереву Копіном де Холанда та розфарбовані Франсіско де Амбересем.

#### Каплиця Гробниці
Під головним вівтарем розташована каплиця Гробниці у формі крипти. Вхід до неї розташований зовні пресбітерію, через екран та портал вниз по сходах. У каплиці три вівтарі; центральний присвячений Гробу Господню та має скульптурну групу роботи Копіна де Холанда. На вівтарі справа — цінні картини Луїса Медіни та Франсіско Річчі. Вівтар зліва присвячений святому Юліану та має різьблення з архієпископом та дві італійські панелі зі святими Петром та Павлом.

#### Ретабло

Ретабло собору

Ретабло собору є надзвичайно яскравим готичним вівтарем та одним з останніх прикладів цього стилю, який почав зникати у міру поширення Іспанією Відродження. Воно було замовлено кардиналом Ціснеросом і створювалось у 1497—1504 рр. Окремі архітекторами, художниками, скульпторами, які працювали над цим колективним шедевром, були: Енріке Егам та Педро Гуміель (дизайн), Франсіско де Амберес та Хуан де Боргонья (естофадо: техніка завершення дерев'яної скульптури позолотою та ажурними візерунками, та поліхромія), Родріго Алеман, Феліпе Вігарні, Дієго Копін де Холанда і Себастьян де Алмонасід (релігійні образи) та Хоан Петі (різьблення та філігрань).
Ретабло складається з 5 панелей, центральна з яких є найширшою, кожна з яких має п'ять розділів у висоту. Теми центральної панелі знизу вгору: фігура Діви Марії з Немовлям, оздоблені сріблом, на пределлі, над ними — вирізані в дереві табернакль та готична дароносиця, потім зображення Різдва Христового, потім — Вознесіння, а згори — монументальна сцена розп'яття Христа на Голгофі. На інших панелях присутні інші сцени життя та страстей Ісуса.

#### Гробниця кардинала Мендози
Гробниця кардинала Мендози розташована у соборі за його заповітом 1493 року; капітула спочатку заперечувала проти її розташування у пресбітерії, оскільки місце там призначалось виключно для монархів. Але врешті-решт для його гробниці змінили структуру хорів та пересунули королівські гробниці. Це сталося з огляду на особисте втручання Католицьких королів, які нагадали про важливі послуги, які надали ті, кого Ізабелла Католицька назвала 'три прекрасні гріхи кардинала' (його діти). Повідомляли, що коли він помер 11 січня 1495 року у Ґвадалахарі, присутні побачили сяючий білий хрест; можливо цю легенду поширювали, щоб надати йому посмертної святості.
Гробниця кардинала Мендози є першою гробницею у стилі кастильського Відродження. Вона складається з відкритої центральної арки та двох менших арок, вирізаних на двох фасадах та через які поховання можна побачити зсередини та ззовні, за прикладом римської тріумфальної арки, що було дивним для помічників у будівництві як за формою, так і за відступом від звичного готичного стилю. Авторство цього витвору точно не встановлено, деколи його відносять до флорентійця Джакопо д'Антоніо Сансовіно, який пізніше працював при португальському дворі у схожому стилі.
Вплив гробниці кардинала Мендози на пізніші праці був величезним; серед інших, її частковою імітацією були гробниці Фадріка Португальського, Педро Лопеса де Аяла та Фернандо де Арче.

### Внутрішні каплиці

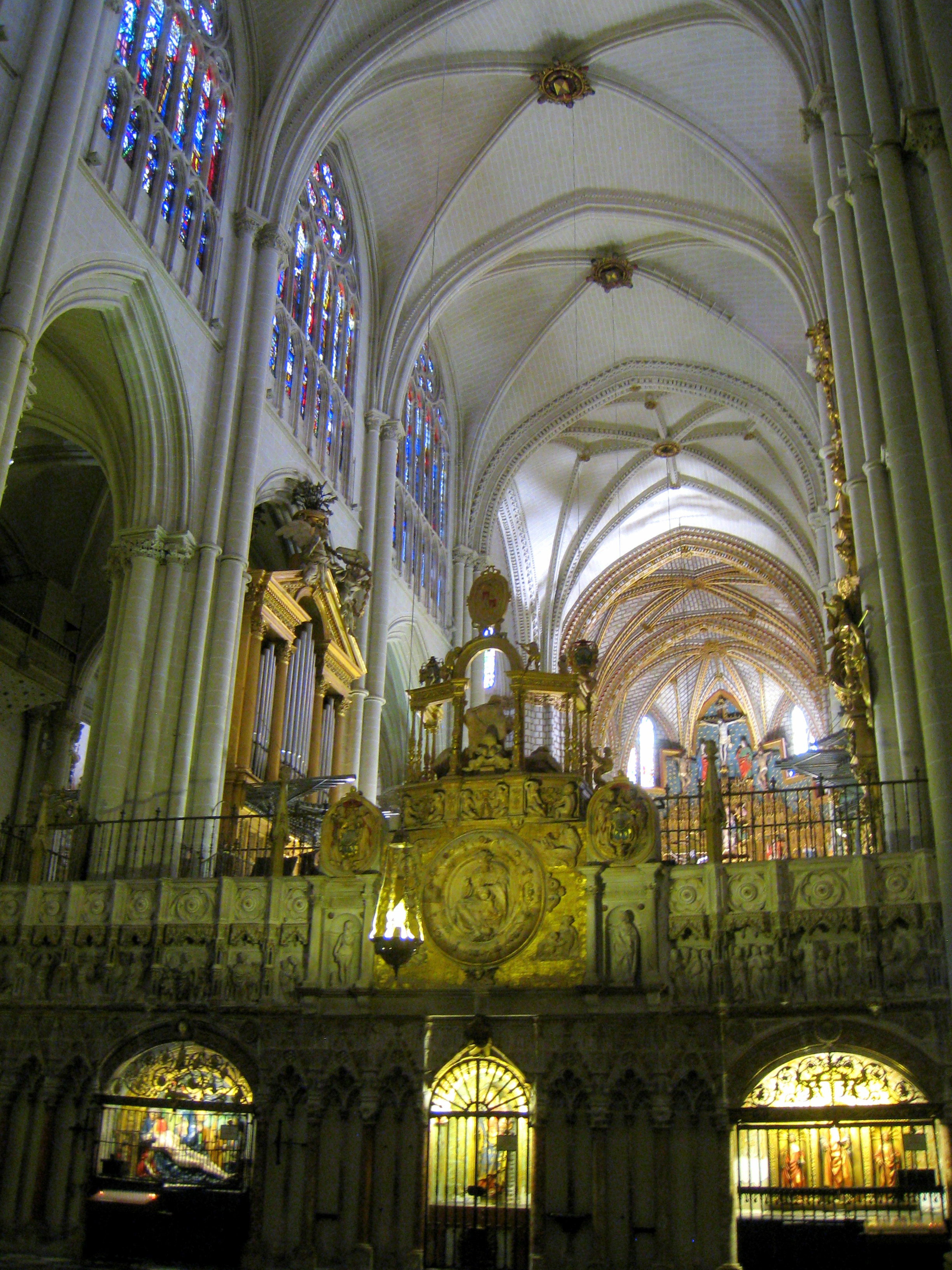
Склепіння, високий вівтар та реха (кований екран) головної каплиці

Більші та менші каплиці, за задумом Родріго Хіменеса де Рада, оточували божницю (вівтарну частину) собору. Пізніше деякі були видалені, а деякі — розширені чи перебудовані. Після численних модифікацій зараз існують каплиці Старих Монархів, Святого Івана Хрестителя, Святої Леокадії та Святої Лючії, Святого Євгена, Святого Власія (інкорпорована у клуатр), Святого Петра та Нових Монархів. При перебудові та будівництві, архітектори майже завжди використовували принцип розширення від божниці собору до стін, що пояснює його дещо хаотичний сучасний план у порівнянні з початковим поземним планом. З малих каплиць до цього часу лишились лише каплиці Святої Анни та Святого Жиля; з великих каплиць лише каплиці Святого Івана Хрестителя чи Святої Леокадії зберегли елементи початкових каплиць, а каплиці Старих монархів та Святої Лючії мають зміни лише у орнаментах.
У деяких перебудованих нових каплицях ще можна побачити залишки входів до оригінальних каплиць: шість малих каплиць демабулаторію у 14-15-му сторіччях були перебудовані на поховальні каплиці Святого Ілдефонсуса та Святого Якова; каплиця Христа на Колоні (інша назва — Святого Варфоломея) на початку 17-го ст. була перетворена на каплицю Христа Студентів; каплиці Святої Варвари, Святого Миколая, Святої Єлизавети та Святої Трійці були інтегровані
у інші частини собору, хоча деякі збережені деталі дозволяють зрозуміти їх колишній вигляд.
Перша назва каплиці Старих Монархів невідома; поточна її назва виникла походить з 1498 року, коли кардинал Ціснерос хотів перенести королівські гробниці з головної каплиці, що не було зроблено. У 13-му ст. вона слугувала як гробниця архієпископа Гонзалеща Діаза Паломек.
Каплиця Святої Лючії є одним з небагатьох місць у соборі, де можна побачити трохи залишків старої мечеті, а саме — колону з капітелем.
Каплиця Святого Євгена (інші назви — каплиця Святого Петра Старого або Тіла Христового) розташована на південній стороні та, на відміну від решти собору, має деякі ознаки архітектурного стилю 13-го ст.
Каплиця Святого Петра є найбільшою у соборі та слугує як парафіяльна каплиця.

#### Мозарабська каплиця
Мозарабська каплиця розташована у південно-східному куті собору та включає фундаменти незбудованої другої вежі собору. Початково, 1500 року кардинал Ціснерос дав їй назву каплиця Тіла Христового. Вона була призначена як місце справляння іспано-мозарабських обрядів, оскільки ще 20 березня 1101 року, король Альфонсо VI надав певні привілеї мозарабам Толедо, а 1371 року король Кастилії Енріке II їх підтвердив. При заснуванні цієї каплиці Ціснерос заохочував реставрацію та перевидання кодексів, часословів та молитовників їх обрядів; здається, він мав на меті завоювати довіру цього напрямку віруючих. Це припущення підтверджується величезною сумою у 3800 золотих флоринів, яку він (ймовірно разом з іншими патронами міста) сплатив капітулу собору за об'єднання старого будинку капітули та малих каплиць. Служби за мозарабським обрядом досі проходять у цій каплиці.
Каплиця має квадратний поземний план під восьмикутним куполом. Кесонна стеля у мозарабському стилі була втрачена (можливо у пожежі 1620 року або у пізніших перебудовах); поточний купол спроєктував у 17-му сторіччі син Ель Греко, Хорхе Мануель Теотокопулі, він має вісім секцій та великий купол з даховими ліхтарями. Кардинал Ціснерос найняв Хуана де Боргонья для розпису інтер'єру сценами з завоювання Орана.
Готичний кований екран був створений Хуаном Франсесом 1524 року і має серед орнаментальних елементів герб кардинала Ціснероса. Мозаїчне розп'яття датується 18-м сторіччям; за оповідями воно було привезено з Риму. Інший готичний лекторій роботи мешканця Толедо Хуліо Паскуаля відділяє хори від решти каплиці.

#### Каплиця Нових Монархів
Назва каплиця Нових Монархів є посиланням на нову королівську династію Трастамара. Зараз каплиця розташована на північній стороні каплиць Святого Якова та Леокадії, на північній стороні вівтарної частини. Вона має дивний та складний вхід, який спроєктував архітектор Алонсо де Каваррубіас. До того, як каплицю перенесли в це місце, вона мала назву Королівська каплиця та була розташована при вході до собору, у останній секції бокової нави з північного боку (з боку євангельської кафедри). Капітула хотіла перемістити каплицю, щоб звільнити наву і архієпископ Алонсо де Фонсека і Ачеведо написав листа до короля з проханням дозволити переміщення. Нове місце було складно знайти і це вдалося лише архітектору Алонсо де Коваррубіасу.

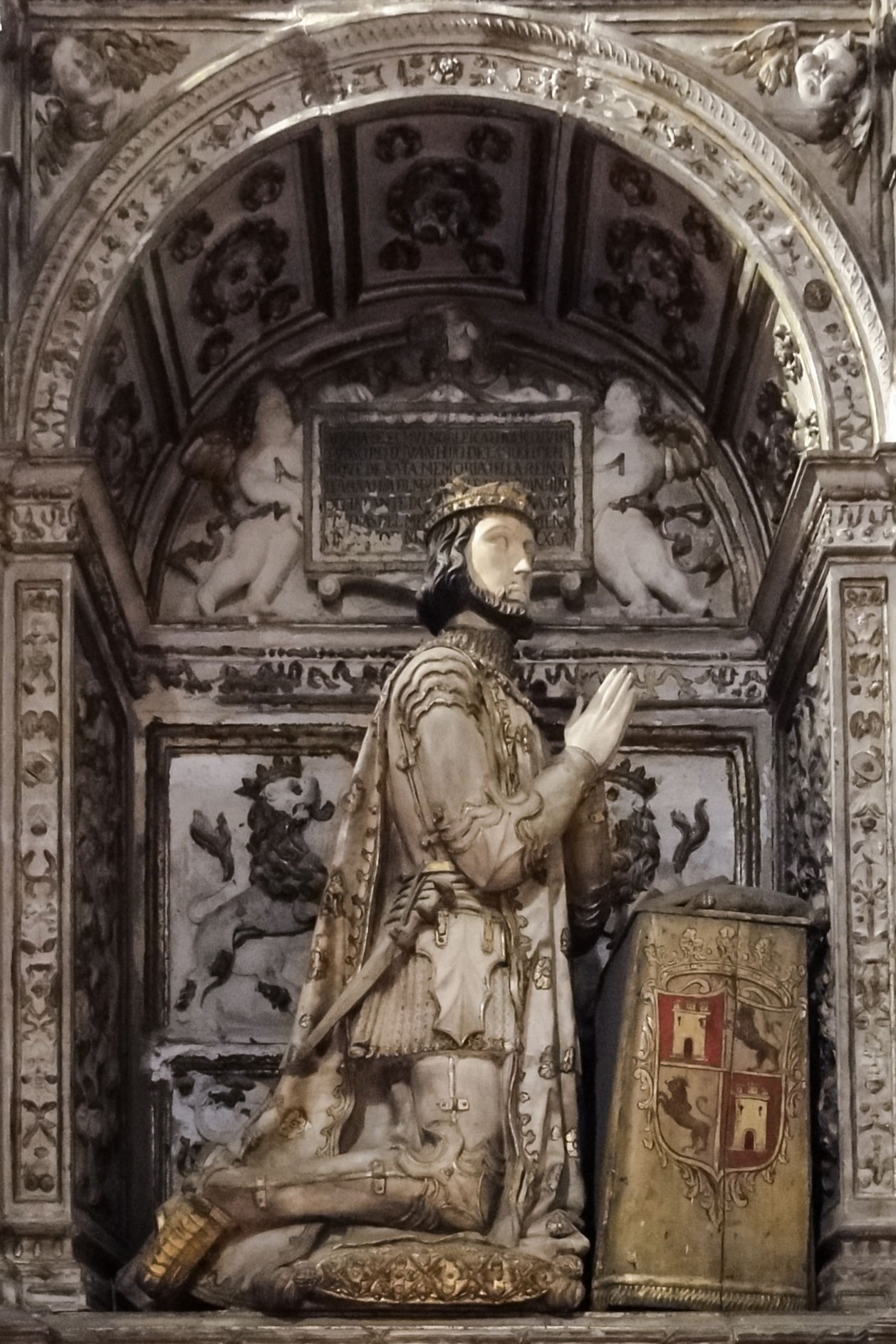
Гробниця короля Кастилії Хуана I

Каплиця є великою і може вважатися малим храмом, який має одну наву з двох секцій та багатокутну апсиду, включаючи ризницю та вхідний вестибюль. Вона була збудована у 1531—1534 рр. та стала першою великою роботою Коваррубіаса у Толедо.
Дві секції нави мають готичні хрестові склепіння, але весь орнамент та різьблення на гробницях — у стилі Відродження. Секції розділені кованим екраном роботи Домінго де Цеспедеса. Перша секція утворює малу церкву з декількома вівтарями, а у другу секцію були перенесені королівські гробниці та поміщені у нові гробниці стилю Відродження роботи Коваррубіаса. Під стіною поховання Генрі II та його дружини Хуани Мануель; перед ними, у саркофагах — Генрі III Немощний та Катерина Ланкастерська.
Через арку, яка веде до пресбітерію, розташовані два малі вівтарі у неокласичному стилі. Головний вівтар виконаний Матео Медіна; він має картину роботи Маелья на тему Сходження, по боках якої дві колони коринфського ордеру. По боках вівтаря розташовані статуї у молитвеній позі короля Хуана I та його дружини Елеанори Арагонської.

### Каплиці південної стіни
Каплиця Богоявлення є продовженням Мозарабської каплиці. Картина вівтаря «Поклоніння Волхвів», яку приписують Хуану де Боргонья († бл.1438 р.) дала назву цій каплиці. Її створення було замовлено 1397 року Педро Фернандесем де Бургос та його дружиною Марією, які поховані у каплиці; пізніше вона була реставрована на замовлення Луїса Дази (†1504), який був капеланом Енріке IV. Гробниця капелана також розташована у каплиці, а його портрет можна побачити у фігурі донора у приділі вівтаря. Каплицю закриває вартий уваги екран, створений у стилі майстра екранів Хуана Франсеса. Фрески у кімнаті капітули, також роботи Хуана де Боргоньї, зображують життя Діви Марії, Страсті Христові та Страшний Суд, розташовані між тромплейної галереї колон, що вважається першим зразком стилю Відродження у живописі у Кастилії.
Каплиця Непорочного Зачаття оточена вартим уваги екраном, на якому розташований герб родини Сальчедо, оскільки її будівництво було профінансована Хуаном де Сальчедо, апостольським протонотарем та толедським каноніком, який похований у каплиці. На вівтарі розміщені картини Франсіско де Амбереса.
Каплиця святого Мартина також оточена великим екраном роботи Хуана Франсеса (екран містить його підпис). Вважається, що над вівтарем каплиці працювали майстри Хуан де Боргонья та Франциско де Амберес; він поділений на три панелі та п'ять вертикальних секцій. На центральній панелі зображений святий Мартин Турський, приписуваний роботі Андреса Флорентіно. По боках вівтаря розташовані ніші у стіні з гробницями каноніків Томаса Гонзалеса де Вільянуева та Хуана Лопеса де Леон.
Каплиця святого Євгена є унікальною, бо зберегла початкову архітектуру та мистецтво з 13-го сторіччя. Спочатку вона мала назва каплиця Святого Петра, що було змінено за правління архієпископа Санчо де Рохаса. Вона закрита екраном, дуже схожим на інші екрани роботи Хуана Франсеса. На вівтарі зображення святого Євгена, архієпископа Толедо, роботи Копіна де Холанда. Гробниця бальї Толедо Фернана Гудіеля (†1278) виконана у стилі мудехар, де домінують геометричні теми. Ніша обмежена двома подвійними колонами, які виступають з верхнього фризу або карнизу, прикрашеного мукарнами. По карнизу йде повторюваний напис арабською: «Божа Мати. Діві Марії». Також у каплиці є гробниця каноника та єпископа Фердинанда з Кастильо (†1521), виконана Алонсо де Коваррубіасом. На стіні проходу між каплицею та порталом Левів розташована монументальна картина Святого Христофора (ісп. San Cristobalón), яка була намальована раніше та реставрована 1638 року художником Габріелем де Руеда.

### Каплиці деамбулаторію
Початкові каплиці були невеликі та різними за розмірами, у залежності від розташування склепінь; з часом перебудови змінили місце та розмір деяких з них.

#### Початкові каплиці
Каплиця святої Лючиї (покровительниці сліпих), або каплиця святого Йосипа зберегла оригінальну архітектуру 13-го ст. В ній розташовані декілька картин та епітафів.
Каплиця Старих Монархів. Перша каплиця з цією назвою, заснована Санчо IV, була розташована у високій частині пресбітерію. Кардинал Ціснерос розібрав її та перемістив до її поточного місця. Каплицю оточує вартий уваги кований екран роботи Домінго де Цеспедеса, а всередині є три цікаві ретабло, у тому числі центральне має 11 іспано-фламандських панелей та реліквію Святого Обличчя Ісуса, подаровану Папою Інокентієм X та розташовану у каплиці за наказом короля Філіпа IV.
Каплиця святої Анни має екран-платереско тонкої роботи та поховання її спонсора — Хуана де Маріана. Це одна з найменших каплиць.
Каплиця святого Івана Хрестителя оточена готичним екраном. Її патроном був архідиякон Ньєбла та канонік Толедо Фернандо Діаз де Толедо, чия гробниця постраждала 1790 року; від неї збереглася тільки лежача статуя, яку перемістили до стіни каплиці. У каплиці також розташована цінна статуя Христа зі слонової кістки. У каплиці є ризниця, розташована на місці колишньої каплиці Святого Брітуса.
Каплиця святого Жиля вважається найціннішою з каплиць, хоча вона дуже маленька. Її спонсором був Мігель Діаз, канонік та апостольський нотар, людина витонченого художнього смаку, який замовив розмалювання всього внутрішнього простору каплиці фресками у стилі Помпеїв, який на той час був модним у Ескоріалі. Каплиця має кований екран та невеликий вівтар з мармуру.

#### Будинок капітули
За каплицями деамбулаторію розташований будинок капітули (ісп. Sala Capitular). Спочатку слід пройти портал роботи Дієго Копіна (1510) до старої невеликої каплиці, яка фактично слугує вестибюлем (ісп. Antesala) до будинку; вона має мармурову підлогу, стелю «артесонадо» (ісп. artesonado, кесонну дерев'яну стелю з мереживом перехрещених драниць) роботи Франциско де Лара 1517 року та фриз у стилі платереско роботи Хуана де Боргонья. Цей вестибюль умебльований шафами та кабінетами, у тому числі роботи Грегоріо Пардо 1551 року та роботи Грегоріо Лопеса Дуранго 1780 року. Звідти квадратний портал веде у основний будинок капітули, збудований у стилі Ціснероса майстрами Пабло та Бернардіно Боніфасіо де Товар, що поєднує риси стилю мудехар з оздобленням платереско, 1510 року.

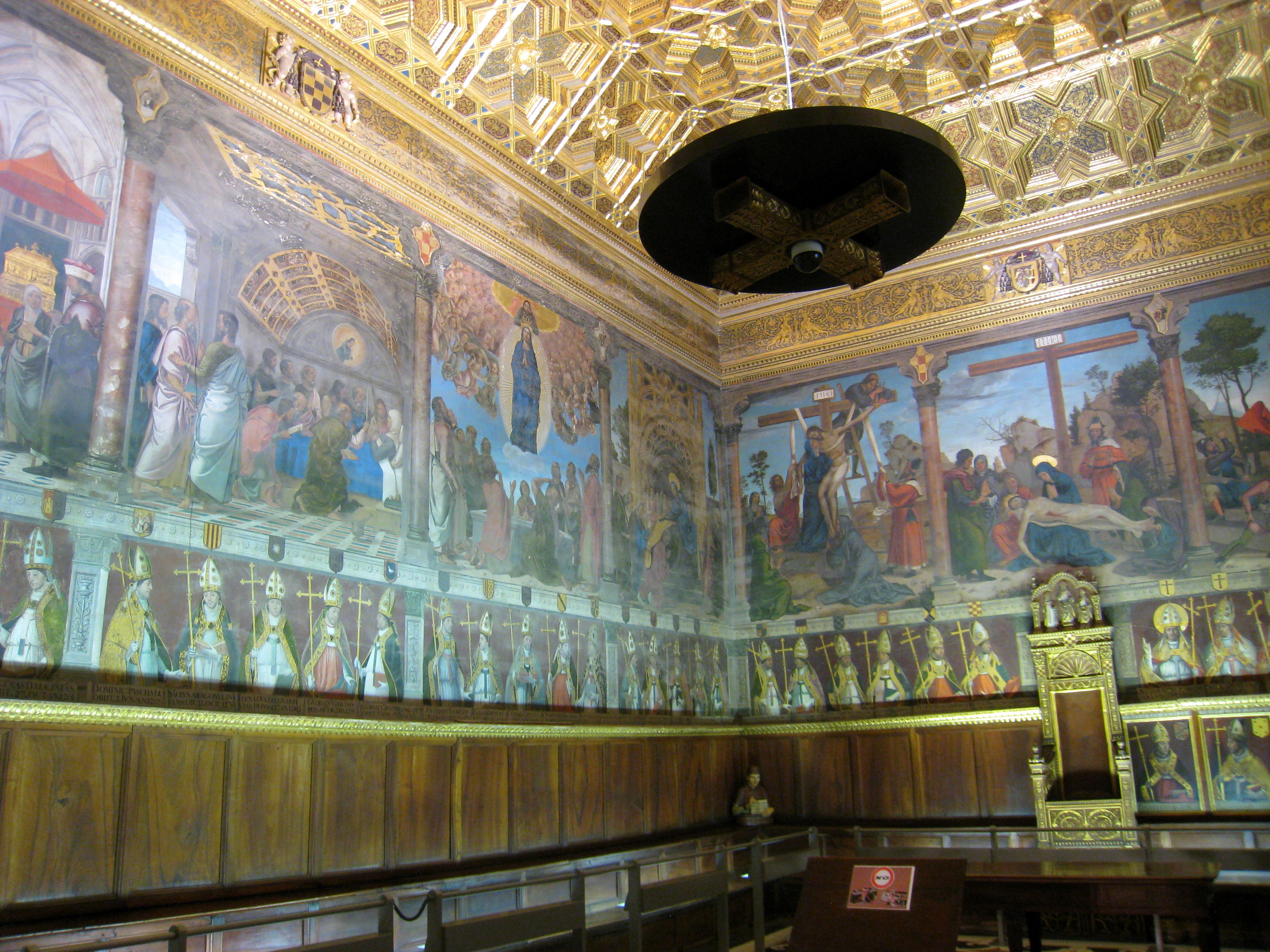
Будинок капітули

Будівництво будинку капітули було замовлене 1504 року кардиналом Ціснеросом прилеглим до апсиди з південної сторони. Плани створив архітектор Енріке Егас. За формою будинок є квадратною кімнатою; стеля не має склепіння, натомість є кесонною стелею артесонадо, яка була створена Дієго Лопесом де Аренас та Франсіско де Лара між 1508 та 1510 роками у стилі Ціснероса. Стеля розфарбована червоним, синім та золотим; фриз має багате оздоблення в стилі платереско. Розмальовка стелі та фриз є роботою Луїса де Медіна та Альфонсо Санчеса (1510 р.). Через всю кімнату простягається ряд дерев'яних крісел, який є почесним місцем для прелатів, а крісло архієпископа розташовано у кінці кімнати, по центру стіни; їх створення закінчено Копіном де Холанда 1514 року. Над цими почесними місцями, у два ряди на стінах висять портрети всіх архієпископів — від Святого Євгена до останнього діючого. Хуан де Боргонья намалював серію портретів від Святого Євгена до кардинала Ціснероса; портрети Сандоваля та Рохаса були зроблені Трістаном; Річчі створив проєкт Москосо, а Віченте Лопес — Ігуанзо.
Між галереями портретів та фризом кессонів, стіни прикрашені цінними фресками роботи Хуана де Боргонья, які є однією з найбільших колекцій іспанських фресок. Колони тромплей розділяють панелі, на яких зображені сцени з життя Діви Марії та Страсті Христові.

#### Каплиця святого Ілдефонсуса
Каплиця святого Ілдефонсуса розташована по центру деамбулаторію та лицем до Ель Транспаренте. Її будівництво було замовлено у другій половині 14-го сторіччя кардиналом Жилєм Каррільо де Альборноз як поховальна каплиця для нього та його родини, але він не дожив до її завершення — він помер Вітербо, Італія, 1367 року; його останки пізніше були перенесені до Толедо, де король Кастилії Енріко наказав їх захоронення з майже королівськими почестями.
Каплиця займає місце трьох більш ранніх каплиць — однієї великої центральної та двох менших бокових каплиць. Каплиця є восьмикутною у плані, і є однією з перших поховальних каплиць, для якої був використаний восьмикутник у плані.
На наріжному камені центральної арки входу розташований портрет Естебана Іллана, який оголосив Альфонсо VIII королем Кастилії з вежі Святого Романа. Каплиця збудована у трьох стилях різних періодів: готичні арки, склепіння та гробниці; платереско — гробниця єпископа Авіла; неокласичний — центральний вівтар. Цей вівтар 18-го сторіччя створений Вентура Родрігесом з мармуру, яшми та бронзи; великий рельєф у його центрі має тему дарування казули Святому Ілденфонсусу та виконаний Мануелем Франсіско Альфаресом 1783 року за правління кардинала Лоренцани.
У центрі каплиці розташована гробниця кардинала Альборноза, з готичними прикрасами у вигляді малих арок та скорбних фігур на її чотирьох боках. Справа від вівтаря розташована гробниця єпископа Авіла, Алонсо Карільо Альборноза, який помер 1514 року, роботи Васко дела Царца, кастильського скульптора епохи Відродження, яка вважається кращим мистецьким предметом каплиці. Інші гробниці каплиці також належать членам родини Альборноз.

### Каплиця святого Якова

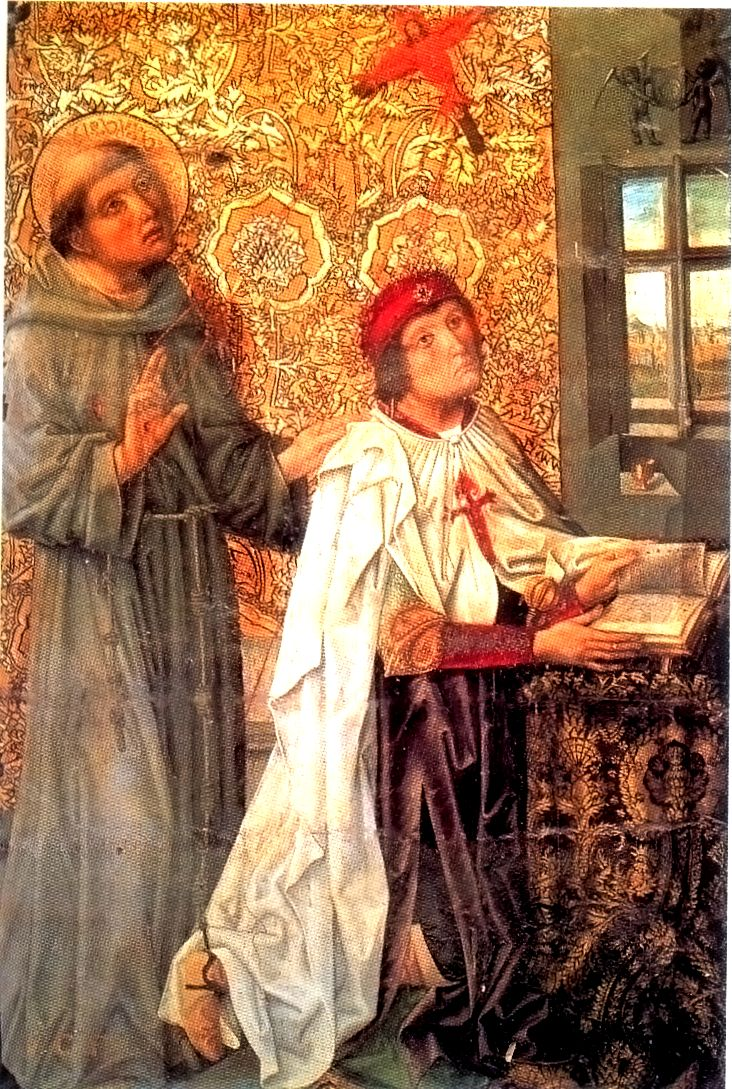
Альваро де Луна і Харана у мантії Ордену Сантьяго та з хрестом ордена на грудях. Він був Великим Майстром ордену у 1445—1453 рр.; тут він зображений у молитві перед вівтарем каплиці святого Якова у Толедському соборі.

Каплиця святого Якова, або каплиця Альваро де Луна за історичною фігурою, яка замовила будівництво каплиці як місце поховання для себе та родини. Це одна з найбільших каплиць деамбулаторію, що зайняла місце трьох старих каплиць: великої та двох малих. Каплиця є восьмикутною у поземному плані. Каплиця виконана в чистому стилі полум'янистої готики і є одним з найкращих зразків цього стилю в Іспанії. Цей стиль видно у вхідних арках та у ліхтарі сліпих арок інтер'єру, у фронтонах, орнаментах (решітках та звисаючих гірляндах) та структурних ребрах, які виходять з підлоги, піднімаються до стелі та перетинаються там, формуючи зірку. Але зовнішній вигляд каплиці суворий та повністю іспанський. Для зовнішнього облицювання був використаний граніт, що контрастує з білим каменем інтер'єру; купол завершується спорудою, схожою на замок з башенками.
Історія
1435 року Високий Констебль Кастилії Альваро де Луна досяг вершини своєї політичної влади і забажав отримати власну каплицю у первопрестольному соборі як гробницю для себе та своєї родини. Тому він придбав ранішу каплицю святого Томаса Бекета, архієпископа Кентерберійського, яку збудувала у 12-му сторіччі королева Елеонора Плантагенет. Відомо, що гробниця була збудована ще за життя Альваро де Луна; його тривимірна бронзова скульптура мала дивний механізм всередині, за допомогою якого вона опускалась на коліна на початку меси та піднімалась після. Коли Альваро де Луна був страчений за наказом короля Хуана II, будівництво каплиці ще тривало, і контроль за ним був переданий його дружині. Хуані де Піментель, а пізніше — його дочці Марії де Луна, яка замовила скульптури на саркофагах її батьків 1498 року. Ймовірно того ж року будівництво каплиці було завершено великою кількістю майстрів, які були помічниками Ханекіна де Брюселаса.
Ретабло
Готичне ретабло роботи Педро де Гуміеля має 14 панелей роботи Санчо де Замора. Він був найнятий Марією де Луна 1488 року. По центру розташована статуя святого Якова на коні роботи Хуана де Сеговія. У центрі предела розташована сцена «Плачу перед мертвим Христом», а по її боках зображені граф Альваро та його дружина як покровителі каплиці разом зі Святим Франциском та Святим Антонієм.
Поховання
Дві гробниці по центру каплиці належать Альваро та його дружині Хуані де Піментель. Лежачі скульптури на них виконані в іспано-фламандському стилі Пабло Ортісом. Фігури у молитовній позі по кутах саркофагів також варті уваги — лицарі ордену Сантьяго у Альваро та монахи-францисканці у його дружини.
У нішах лівої стіни розташовані саркофаги родини де Луна — Хуана де Луна (сина Альваро), Альваро де Луна (батька), архієпископа Хуана де Цересуела (брата) та архієпископа Педро де Луна (дядька). Герцоги Інфанте мають власну крипту під каплицею.
Каплиця святої Леокадії має кам'яне мереживо у стилі полум'янистої готики. Її реставрацію 1536 року замовив канонік Хуан Руїз Рібера, чий попіл розташований в поховальній урні всередині ніші; його дядько Хуан Руїз Старший похований у передній стіні. На ретабло можна побачити картину 18-го ст. з зображенням Святої Леокадії роботи Рамона Сейро, в оточенні чорно-білого мармуру.
Каплиця Христа на Колоні дуже маленька. Її найбільш значущою рисою є вівтар, виконання якої приписується Дієго Коміну де Холанда, зі скульптурами Христа на колоні між Святим Петром та Святим Іваном у молитовній позі.

### Каплиці північної стіни
Каплиця Святого Петра розташована між порталом Годинника та каплицею Святої Катерини (яка веде до клуатра). Її патроном був Санчо де Рохас, який в ній похований. Каплиця деколи слугує як приходська церква. Вхід у каплицю, позначений залізним кованим екраном, — через готичний портал, прикрашений архівольтами з рослинним та геральдичним орнаментом, у якому відтворюється п'ятизірковий мотив з гербу Рохас. Внутрішні стіни розписані фресками, які приписують Педро Берругуете або Іньїго Комонтесу. Бюст архієпископа прикрашає вершину останнього архівольта, оточений по боках маленькими бюстами 14 єпископів капітули. Над статуєю архієпископа є готичне зображення Святого Петра на троні.
Каплиця Прощення буза заснована каноніком-скарбником Альфонсо Мартінезом для його поховання. Вівтар присвячений Святій Терезі, чиє зображення приписують Педро де Мена або його майстерні.
Каплиця Хрестильної Купелі: її найбільш вартими уваги рисами є кований екран роботи Домінго де Цеспедеса та бронзова хрестильна купель, багато прикрашена елементами суміші готики та Відродження.
Каплиця Богородиці Ла Антигуа освячена на честь Діви де ла Антигуа, ікони, яка за легендою старіша за мусульманське завоювання Толедо. Також має вартий уваги кований екран.
Каплиця Доньї Терези де Аро, або «Христос Ложок» за черпаками, присутніми на гербі родини Лопез де Паділья. Каплиця була заснована Терезою де Аро, вдовою маршала Дієго Лопеза де Паділья.

### Композиційна єдність ділянок собору в стилі ерререско
Всередині собору ряд ділянок складають архітектурну єдність у стилі ерререско. До них відносять ризницю, двір та будинок скарбника, каплицю Табернакля та каплицю Восьмушок, розташовані на північній стороні собору.

#### Ризниця

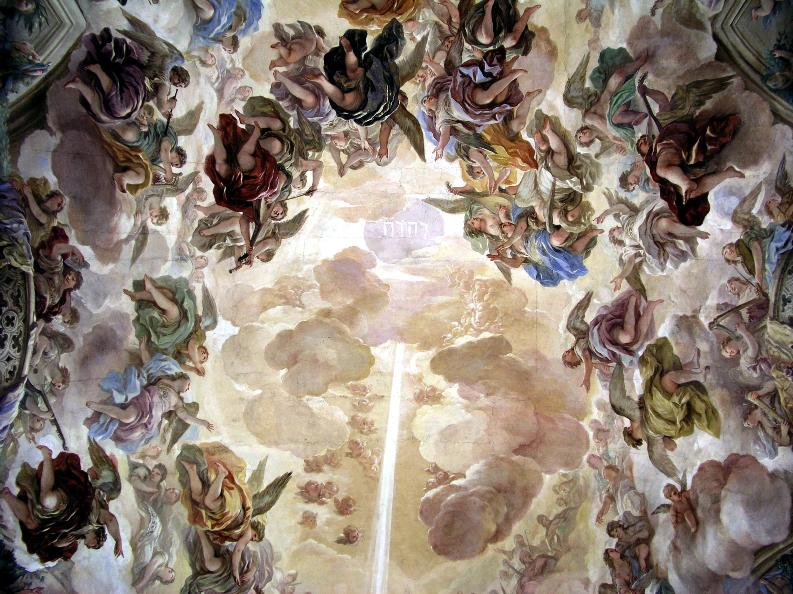
Картини на стелі роботи Луки Джордано

Ризниця є великим приміщенням, яке має кілька кімнат, у тому числі вестибюль та гардеробну з колекцією одягу. Вестибюль у плану квадратний, прикрашений картинами італійських художників Вінченцо Кардуччі, Еугеніо Каксеса, Франциско Річчі та Луки Джордано.
Ризницю спроєкували Франциско Вергара та Хуан Баутісто Монегро у стилі ерререско. Циліндричне склепіння з мотивами напівмісяця розкішно прикрашено картинами неаполітанця Луки Джордано. Основною темою є «Вдягнення Святого Ілденфонсуса у казулу», яка повторюється і по всьому собору у картинах та скульптурі. На стінах розташована галерея картин у рамах, багато з яких є цінними роботами відомих майстрів. Найціннішими є 15 картин Ель Греко, включно з «Ганебне роздягання Христа перед стратою» (El Expolio) на високому вівтарі в оточенні мармурових скульптур та двох коринфських колон. Також у ризниці є роботи Луїса де Моралеса, Педро де Орренте, Хуана Пантоха де ла Круз, Хуана де Боргонья, Луїса Трістана, Антоніса ван Дейка, Франсіско-Хосе де Гойя («Зрада Христа»), Бассано Молодшого та інших. Крім картин, у ризниці зберігаються і інші цінні витвори мистецтва, особливо «Багата Біблія Святого Луїса» 1250 року, яка належала королю Франції; в ній є 750 мініатюр на обкладинці та ще 5 000 на сторінках трьох томів манускрипту. Вона була придбана королем Кастилії Альфонсо X.
У наступній кімнаті розташована гардеробна; ребра її хрестового склепіння розписані Клаудіо Коельо та Хосе Доносо. У цій кімнаті розташовані багато цінних картин, серед яких портрет папи Павла III руки Тіціана, портрет кардинала Гаспара де Борха роботи Дієго Веласкеса та «Поховання Христа» роботи Джованні Белліні.
У одній з кімнат зберігається колекція церковного одягу, яка налічує 70 костюмів; вони включають вбрання 16-го та 17-го століть, деякі вишиті батьком Альфонсо де Коваррубіаса, який керував гардеробною. Мантія архієпископа Санчо Арагонського, сина короля Арагону Хайме I є особливо цінною — вона вишита геральдичними емблемами. Іншим гарним прикладом є мантія кардинала Жиля де Альборноза з вишитими готичними сценами з Біблії та життя святих. Колекція також включає пілеолус та вишитий лаппет великої тіари, яку король Іспанії Карлос I вдягав на свою коронацію у Аахені.
У ризниці також демонструється арабський стандарт, захоплений у битві при Ріо-Саладо та колекція з більш ніж 70 гобеленів. Також зберігаються наброски Рубенса, які є дарунком архієпископа Фернандеса Портокоррасеро і які він замовив у художника спеціально для собору. Деякі з них вивішують на стінах собору під час Свята Тіла і Крові Христових.

#### Каплиця Діви Марії Табернакля
Разом з сусідньою каплицею Восьмушок, каплиця Діви Марії Табернакля є найкращим прикладом стилю ерререско у соборі. Величність її нової структури та орнаменту в строгому стилі ерререско другої половини XVI століття є заслугою кардинала Бернардо де Рохаса і Сандовал. Роботи над нею були розпочаті Ніколасом де Вергара-ель-Мозо; каплиця була завершена близько 1616 року. У проєкті також взяли участь Хуан Баутіста Монегро та Хорхе Мануел Теотокупулі (син художника Ель Греко).
Каплиця перебуває під захистом Діви Табернакля, різьбленої скульптури в римському стилі, яке було покрито сріблом у 13 столітті, а пізніше одягнене в мантію, розшиту перлинами. Це зображення завжди називалося «Святою Марією». Традиція стверджує, що статуя належала апостолам і була доставлена в Толедо святим Євгеном, а також що воно було сховано в період мусульманського правління і знову знайдено королем Альфонсо VI.
Стіни каплиці облицьовані мармуром, а великий купол є вітрильним. На північній стіні розташований вівтар з зображенням Богородиці, а в одній із бічних стін — гробниця кардинала Рохас і Сандовал.

#### Каплиця Восьмушок
Каплиця Восьмушок названа так за поземний план у формі восьмикутника, інша назва — каплиця Релікварію через велику кількість реліквій, які в ній зберігаються. Вхід до каплиці розташований біля двох дверей по боках від вівтаря каплиці Табернакля. Стіни прикрашені мармуром. Калиця накрита куполом з банею, яка має даховий ліхтар, роботи Хорхе Мануеля Теотокопулі, а внутрішній простір куполу розписаний художниками Франциско Річчі та Хуаном Карреньо. У вівтарях, напівприєднаних до стін, зберігаються варті уваги релікварії з реліквіями, серед яких частинка вуалі святої Леокадії (іспано-римської діви з Толедо), яка за легендою була вирізана з тіла святого Ілденфонсуса, коли вона там з'явилась 666 року н. е. та ніж, яким це було зроблено.

### Вітражі

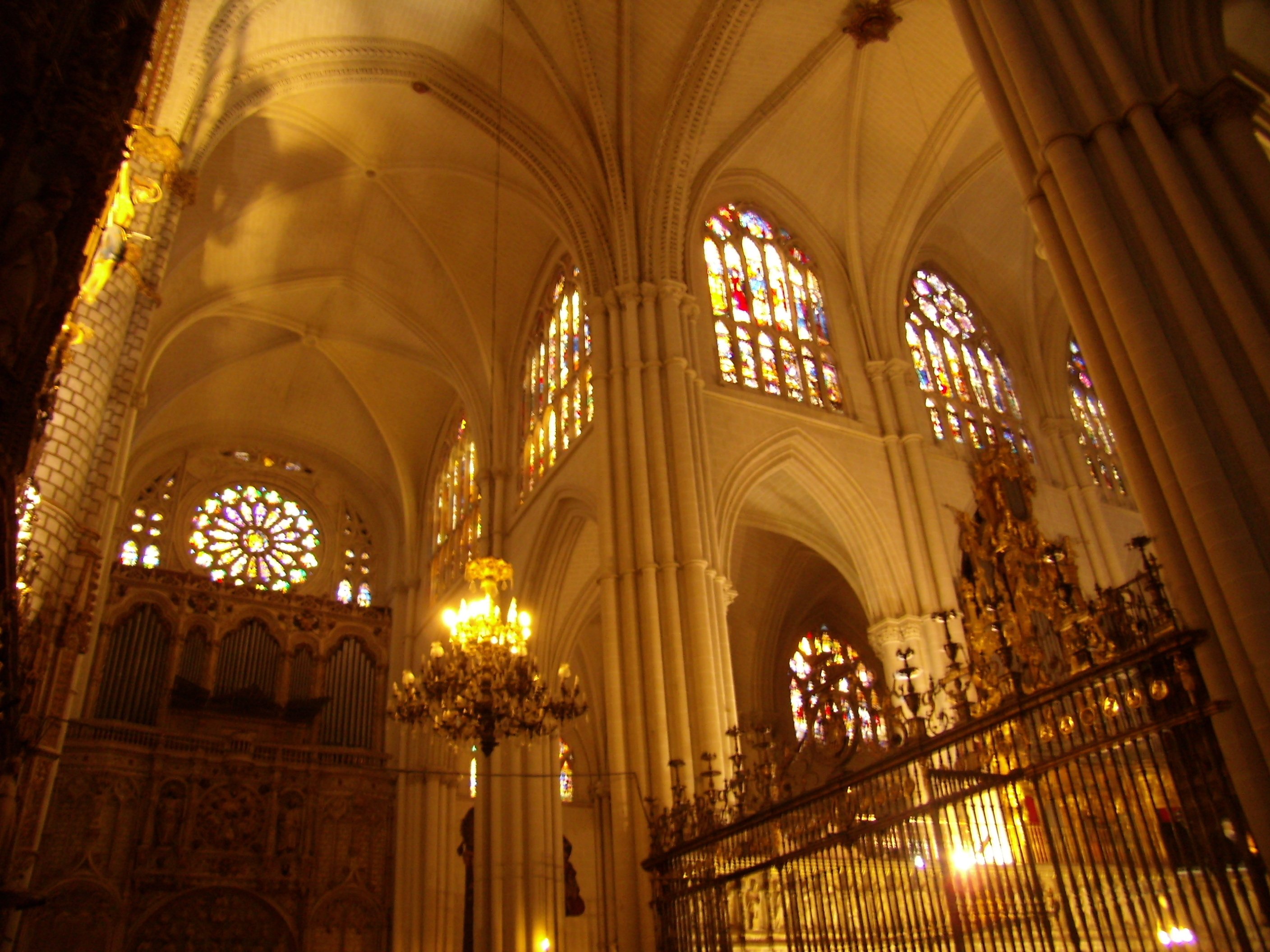
Вітражі

Світло потрапляє у собор через понад 750 вітражів 14-17-го століть, які були створені деякими з найкращих майстрів свого часу та є важливою колекцією предметів мистецтва. Собор є однією з небагатьох кастильських будівель, яка зберегла більшість середньовічних вітражів. Реконструкція вітражів була здійснена у 18-му ст., коли вони частково були змінені по моді того часу.
Найстаріші та найцінніші вітражі розташовані у троянді трансепту (над порталом Годинника) та частково у деамбулаторії. Важливими також є великі вітражі головної каплиці та північної нави трансепту зі сходу, на яких зображені фігури святих та апостолів.
Існують записи по більшість творців вітражів 15-го сторіччя. Так вітражі головної каплиці та частина вітражів трансепту були створені майстром скла Джакобо Долфіном та його працівником Луїсом, а вітражі південного трансепту та деякі великі вітражі головної нави з боку Послання — майстрами Педро Боніфаціо, Крістобалем та німецьким монахом Педро.
Вітражі 16-го сторіччя містять фігури у стилі Відродження. Над ними працювали такі майстри як Васко де Троя (1502 р.), Хуан де Куеста (1506 р.) та Алехо Хіменез (1509—1513), який працював над вітражами бокових нав та західного фасаду. Вітражі троянди та портала Левів виконані Ніколасом де Вергара ель Мозо.
На початку 18-го ст. на заміну втрачених частин вітражів були встановлені нові фрагменти. Одним з кращих реставраторів був Франціско Санчез Мартінез. В часи іспанської громадянської війни вітражі були сильно пошкоджені, але наприкінці 20-го ст. була проведена значна реставрація, яка частково відновила попередню красу вітражів.

### Ель Транспаренте

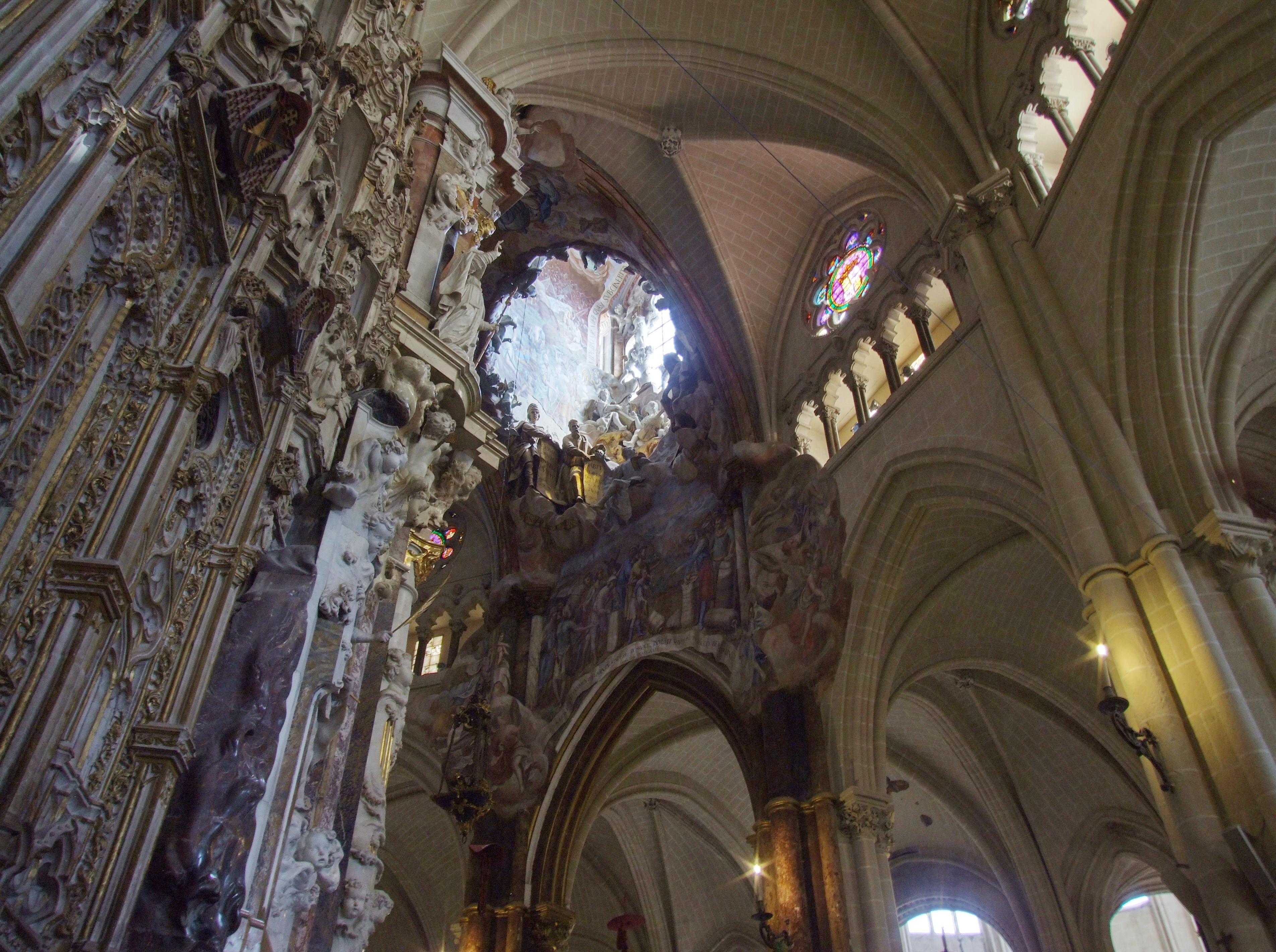
Ель Транспаренте собору

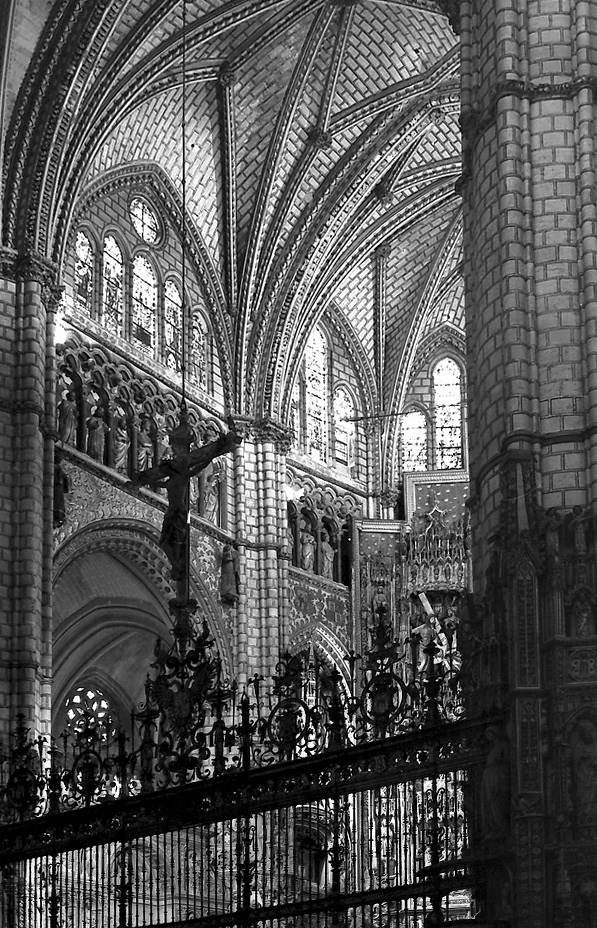
Кований екран головної каплиці на передньому плані

Однією з найвидатніших пам'яток собору є бароковий вівтар під назвою Ель Транспаренте (ісп. El Transparente, «прозорий»). Назва стосується унікального освітлення за рахунок великого світлового вікна, вирізаного дуже високо на стіні навпроти деамбулаторію позаду високого вівтаря, та іншого отвору, вирізаного на задній частині самого вівтаря, що дозволяє сонячним променям потрапляти на табернакль. Цей нижчий отвір також дозволяє особам у деамбулаторії бачити табернакль через вівтар, тому вони наче дивляться через його «прозорість». Вівтар замовив архієпископ Толедо Дієго де Асторго і Цеспедес, який хотів підкреслити присутність Святих Дарів видатним монументом. Ель Транспаренте має висоту декількох поверхів та прикрашений фантастичними фігурами зі стукко, картинами, бронзовими виробами та мармуром різних кольорів; він є шедевром змішаних видів мистецтва бароко, створеним Нарцісо Томе та його чотирма синами (два архітектори, один художник та один скульптор). Ефект від освітлення особливо виразний вранці, коли читається меса, а сонце світить зі сходу — тоді сонячні промені від світлового вікна потрапляють на табернакль через діру позаду ретабло і створюється враження, що весь вівтар здіймається до неба. Бароковий вівтар сильно контрастує з переважно готичним стилем собору.

### Головна скарбниця собору
Скарбниця собору розташована у старій каплиці Святого Івана, яка створена на місці колишньої каплиці вежі, що мала назву Quo Vadis. Вона розташована перед Мозарабською каплицею, на північній стороні собору прямо під вежею. Власне, вона ніколи не була справжньою каплицею, а слугувала вівтарною частиною каплиці Нових Монархів до її переміщення. Каплицю збудовано 1537 року за проєктом Алонсо де Коваррубіаса у стилі Відродження. З 1870 року каплиця слугує місцем зберігання скарбів собору.
Каплиця має незвичний фасад, який спроєктував Коваррубіас. Оскільки спочатку вона призначалась як місце поховання кардинала Хуана Пардо де Тавера, її скульптури спрямовані на тему його життя та смерті. Фасад складається з закритої, круглої арки, оформленої сильно орнаментованими колонами; двері з перемичною відкриті. Коваррубіас вирізав бюст Святого Івана Хрестителя на тимпані, всередині медальйону, який підтримується з кожної сторони фігурами ангелів у людській подобі. Іван Херститель був святим-покровителем кардинала Тавера. Над тимпаном розташована ніша, в якій скульптурна група роботи скульптора Оларте зображає події легенди Quo Vadis над підлогою з черепашок. Група оточена орнаментованими колонами з балюстрадами. По обох боках від ніші розташований герб кардинала Тавера, а під ними — герб каноника Дієго Лопеса де Аяла, одного зі значний покровителів собору.
Каплиця має стелю-артесонадо, розмальовану чорним та золотим, з різьбленими квітами та фігурами. Всередині каплиці розташовані численні скляні шафи, в яких демонструється скарб собору — літургічні об'єкти, реліквії, скульптури, посохи єпископів, вбрання, у тому числі мантія «Virgen del Sagrario», вишита Феліпе Корралом, яка є одним з найвизначніших зразків вишивки в Іспанії і зроблена з 12 ярдів срібної тканини, повністю вкрита золотом, перлами, рубінами, сапфірами та смарагдами.

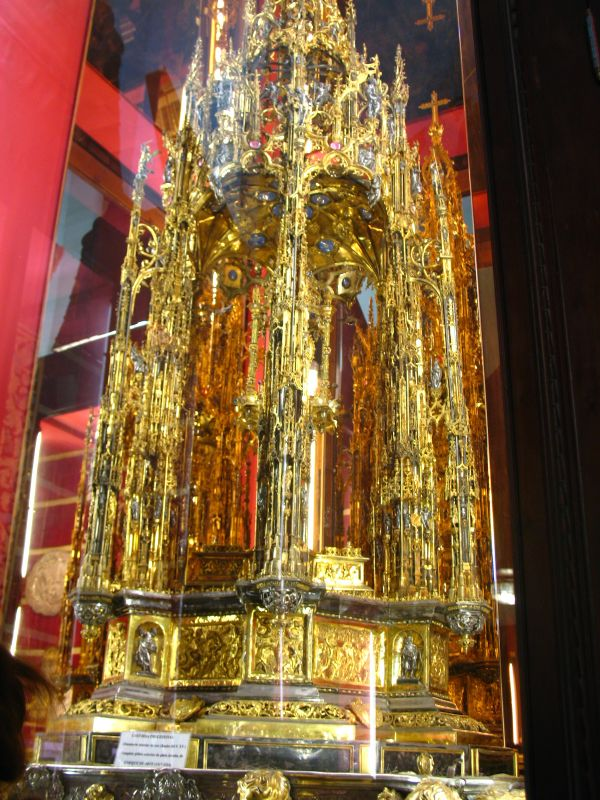
Монстрація

Найбільш важливим предметом у каплиці Скарбниці є велика Монстрація Арфе, також знана як ісп. La Gran Ostensoria de Toledo. Вона має понад три метри у висоту та виготовлена з золота і срібла та прикрашена дорогоцінним камінням. З 1595 року Монстрація використовується у щорічному релігійному Святі Тіла і Крові Христових у Толедо.
У Середньовіччі, кардинал Ціснерос хотів створити величнішу монстрацію, ніж у королеви Ізабелли Католицької, і демонструвати її на Святі Тіла і Крові Христових у Толедо, яке тоді було найбільш важливим святом Королівства Кастилії. Монстрація була створена ювеліром Енріке де Арфе (точніше німцем Хайнріхом фон Харфф) з Юліха або Харффа поблизу Кельна, Німеччина, який працював над нею у 1517—1524 рр. та отримав 2 700 реалів та бонус у 2 500 мараведі від капітули собору на Різдво 1523 року. За стилем вона належить до пізньої готики, а по формі цей ювелірний шедевр є готичним храмом з усіма архітектурними деталями — колонами, арками, склепіннями, дзвонами, тощо, і все нагадує тонке мереживо. На рельєфах вибиті сцени з Життя Христового. В цілому, монстрація складається з 5 600 різних фрагментів, закріплених разом 12 500 болтами. Для її виробництва було використано 18 кг золота та 183 кг срібла; за легендою, вона містить перше золото, привезене Колумбом з Нового Світу. Також монстрація має 260 статуеток різного розміру, які зображують ангелів і святих. На вершині монстрації пізніше встановлений хрест 17-го сторіччя. Основа є бароковою, доданою у 18-му ст. Спочатку монстрація була виготовлена зі срібла, але архієпископ Квірога замовив її позолоту, щоб вона відповідала позолоченій дерев'яній монстрації вівтаря; позолота була виконана 1595 року Валдівіесо та Моріно.
Зараз вона захищена куленепробивним склом та системами безпеки собору. На Світовий день молоді 2011 року, монстрація Арфе була винесена з собору до аеропорту Кватро В'єнтос і використана в обряді єврахристичної адорації під головуванням Папи Бенедикта XVI.

### Монархи, поховані у соборі
Протягом іспанської історії декілька монархів бажали бути поховані у Толедському соборі, тому зараз у різних його частинах розташовані гробниці таких монархів:
- Санча II, 1230 р., королева Леону
- Санчо III Жаданий, 1157—1158 рр., король Кастилії, у Головній каплиці
- королі Кастилії та Леону
  - Альфонсо VII, 1126—1157 рр., у Головній каплиці;
  - Санчо IV Хоробрий, 1284—1295, у Головній каплиці;
  - Енріке II, 1369—1379, та його дружина Хуана Мануель, у каплиці Нових Монархів;
  - Хуан I, 1379—1390, у каплиці Нових Монархів;
  - Енріке III Хворобливий, 1390—1406, та його дружина Катерина Ланкастерська, у каплиці Нових Монархів;
  - Хуан II, 1406—1454 рр., кенотаф у каплиці Нових Монархів; його тіло поховано у будинку капітули Мірафлорес у Бургосі.

## Клуатр

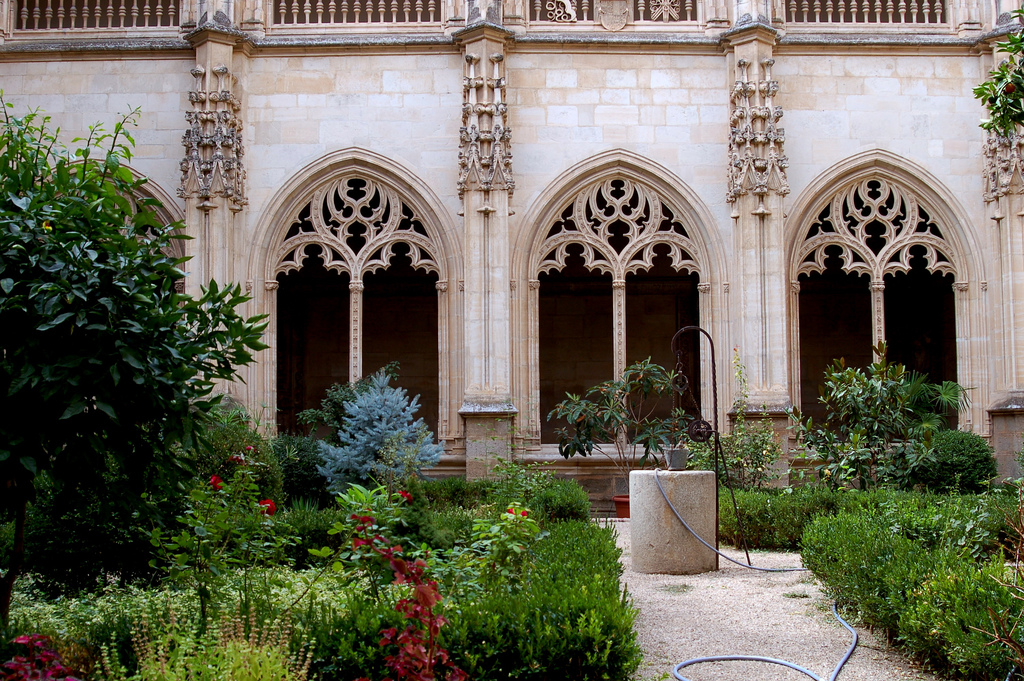
Клуатр собору

На північній стороні собору на місці старого єврейського торгового кварталу (al-cana чи alcana) архієпископ Педро Теноріо наказав збудувати клуатр та каплицю, яка мала слугувати його гробницею. Архієпископ хотів почати будівництво якнайскоріше, але власники крамничок не хотіли їх продавати та звільняти місце. Під час переговорів щодо ціни, пожежа знищила всю ринкову площу; архієпископ скористався цією подією на свою користь і звідти виникла легенда, що пожежа була створена за його наказом для того, щоб він зміг придбати ці ділянки.
Будівництво клуатру почалось 14 серпня 1389 року та завершилось 1425 року. За будівництвом чотирьох коридорів з чотиригранними склепіннями наглядали архітектор Родріго Альфонсо та майстер-будівельник Альвар Мартінез.
З урахуванням топографії розташування, рівень підлоги першого поверху був піднятий майже на 1,5 метри над рівнем поземного плану собору та таким чином, щоб пізніше витримати вагу двох поверхів, які були збудовані за правління кардинала Ціснероса. Архієпископ Теноріо не шкодував зусиль, щоб створити величний клуатр, достойний готичного собору. У галереях першого поверху розташовані фрески зі сценами з життя святих Еугеніо, Касільди та Еладіо; одинадцять з них виконані Байю, а дві — де Маелья.
З огляду на те, що при соборі не було монашого ордену, клуатр та інші секції собору, збудовані по його периметру мали дуже різні функції з плином часу: від складу до навчальної кімнати та як центр торгівлі або молитви (одна з кімнат була мозарабською каплицею); пізніше клуатр слугував міською ратушею.

### Каплиця святого Власія
Каплиця святого Власія була замовлена також архієпископом Теноріо. Вона збудована на нижньому рівні території собору, а вхід до неї облаштовано з клуатру. Каплиця має восьмикратне склепіння з огляду на її призначення як поховальної камери. Серед дослідників існують суперечки щодо дати початку \\ будівництва, хоча в цілому погоджуються з періодом між 1389 та 1398 роками, адже точно відомо, що вона була завершена невдовзі до смерті архієпископа Теноріо 10 травня 1399 року. Він підготував письмову посвяту каплиці святому Власію, залишивши рукопис по своїй смерті; його заповіт визначав збір коштів на фінансування утримання каплиці та вимагав від капітули собору управляти нею.
Каплиця розташована у семи метрах нижче рівня вулиці; архієпископ наказав підняти насипом землю довкола будівлі, що у тривалій перспективі привело до збільшення вологості повітря у каплиці та спричинило руйнацію витворів мистецтва (фресок тощо) на нижній частині внутрішніх стін. Рішення про насип було прийнято після завершення будівництва з огляду на захаращений зовнішній вигляд каплиці.
Декор каплиці поділяється на дві частини. У першій, від карнизу до стелі повторюється Апостольський символ віри на 14 сценах на манер циферблату годинника. У другій, нижчій частині під карнизом розташовані картина Страшного суду та сцени з Життя Святих. Авторство робіт чітко не встановлено, хоча його однозначно приписують флорентійським художниками, серед яких найімовірнішими називають Герардо Старніну та Ніколаса де Антоніо. Руйнація, спричинена надмірною вологістю, та деякі погані реставрації пошкодили фрески над підлогою, у деяких випадках, безповоротно.
На початку 21 ст. була розпочата ґрунтовна консервація-реставрація фресок каплиці для їх стабілізації та відновлення оригінальних кольорів. Другий етап — видалення води, яка сочиться крізь стіни з вулиці Омбре де Пало, вже майже завершено.

## Музика собору
Коли Відродження поширювалось Європою, а з ним і релігійна музика з монастирів, вона поступово стала важливою частиною літургії Євхаристії. З 1440 року поліфонічні вокальні номери швидко поширились Кастилією та Арагоном. Інструментальна музика створювалась органами, які почали з'являтись у соборах та церквах архіпресвітерів.
Найбільш важливим органом Толедського собору є так званий «Імператорський орган» у трансепті; наступні за важливістю — «Генерал» роботи Фрея Джозефа де Ечеварріа та орган на хорах роботи Хосе Вердалонга (1796—1797 рр.). Кардинал Ціснерос, реформувавши каплицю Корпус Крісті під мозарабський обряд, який мав власну музику, встановив там ще один орган. У інших важливих каплицях також є свої органи — у каплиці Нових Монархів (там їх два), у каплиці Альказар, у каплиці Діви Святилища та у каплиці Святого Петра.
Орган був не єдиним важливим музичним інструментом. З плином часу як акомпанемент до вокальних партій використовувались духові музичні інструменти (флажолети, флейти та сакбути), арфи, віоли та інші струнні інструменти. Зі створенням каплиці музики у 16-му та 17-му сторіччях у святкування Меси були інкорпоровані гобой та контрабас.
«Секстет» або дитячий хор собору був створений кардиналом Сілісео, який 22 липня 1557 року заснував для його членів Коледж Діви Марії Інфантів, хоча присутність moços (хлопчиків), які співали у літургійній службі, задокументована з 12-го ст. Досі існують Хор собору та Хор каплиці Музики. При заснуванні хору і коледжу одразу було встановлене їх червоне вбрання, яке студенти досі носять з білою комжею. При коледжі разом з хлопцями як правило жили Маестро капели та інші професори, які наглядали за їх розвитком, який колись включав і вступ до Королівського університету Толедо.
Найбільш відомим з маестро капели був Крістобаль де Моралес, який створив «Emendemus in melius» та «Peccatem me Quotidie»; він працював у Сікстинській капелі Риму та створив 21 месу та понад 70 мотетів. Іншими майстрами капели були Матіас Дуранго де лос Аркос, Алонсо Лобо, Хуан де Бонет та Паредес, Андрес де Торрентес, Гінес де Болуда та Франсіско Хунка і Карол.
Вплив музики собору на іспанську релігійну музику був значним — не лише на мозарабський спів, а і в тренуванні маестро, які пізніше переїжджали у інші дієцезії, наприклад у Севільї, та на секстети, які формували хори інших соборів. Він відомий навіть у запровадженні варіацій григоріанського співу у формі, відомій як «Cantus Eugenianus», «Cantus Melodicus» або «Vulgo Melodía», зусиллями пісенних майстрів собору (відомо про 18 майстрів), більшість композицій яких зберігаються у бібліотеці собору. Ця традиція припинилась після Конкордату 1851 р.

## Вплив собору на релігійну архітектуру
Єпископ Родріго Хіменес де Рада та його наступники наймали майстрів-будівельників, які проєктували або будували у стилі французької готики. Зразками для них були собору Парижу або Ле-Ману. Добре сприймались такі конструктивні рішення французької готики як контрфорси та гострі арки; однак іспанські будівельники не сприймали імпорт поземних планів французьких соборів, в яких хори та вівтар розташовувались у великих святилищах, і натомість розташовували хори у центральній наві, а святилища робили меншими. Першим таке поєднання було реалізовано у соборі Сантьяго де Компостелла; воно розвинулось в Іспанії під поєднанням впливу мозарабського обряду, вестготських традицій та кастильської літургії.
Ця історична еволюція та статус Предстоятельського собору Толедо сприяли використанню моделі собору у Толедо для інших іспанських соборів, за винятком соборів у Бургосі та у Леоні, які більш близько наслідували французьку модель. Схоже на Толедський собор розташування внутрішнього простору можна побачили у соборах Кадісу, Севільї, Пальми де Майорки, тощо, та поза межами Іспанії, у колишніх колоніях в Америках та на Філіппінах.